# Hoàng tử

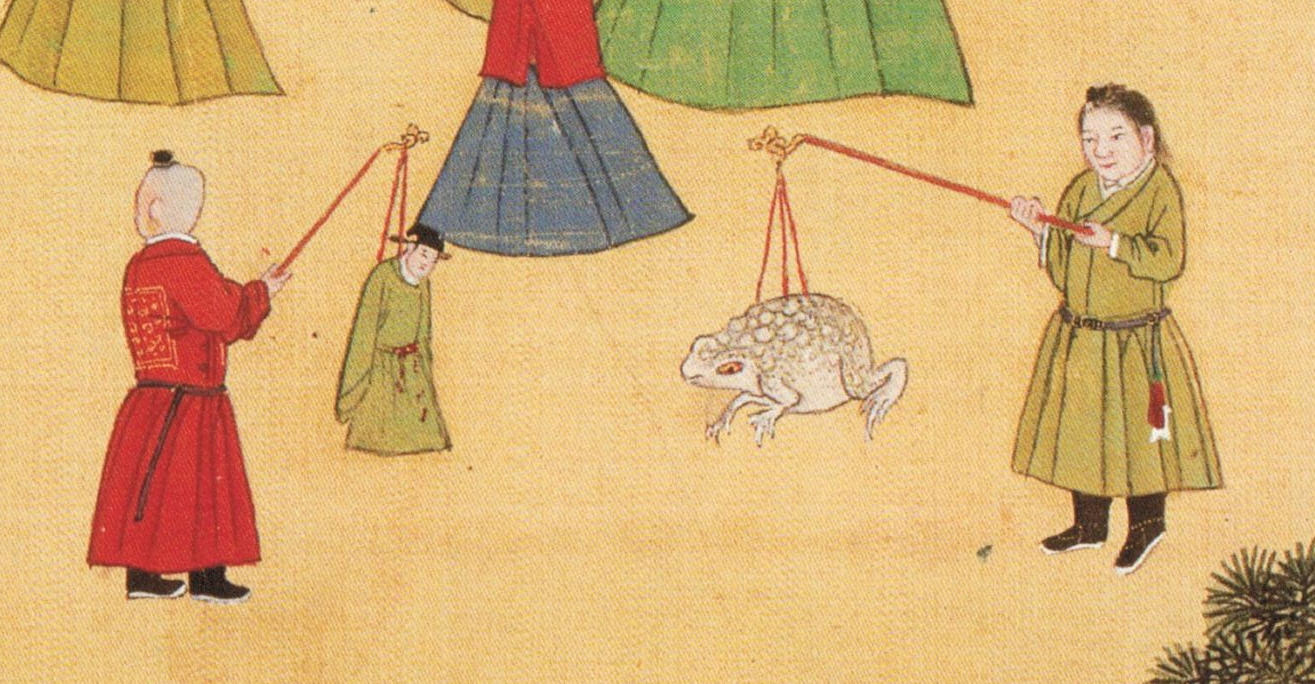
Tranh vẽ các tiểu hoàng tử của Minh Hiến Tông.

Hoàng tử (chữ Hán: 皇子; tiếng Anh: Imperial Prince), mang nghĩa "Con trai của Hoàng thất", là danh từ chỉ những người con trai của Hoàng đế trong vùng văn hóa chữ Hán như Trung Quốc, Việt Nam, Nhật Bản cùng Hàn Quốc. Đối với những người mang tước Vương, con trai của họ được gọi là Vương tử (王子; Royal Prince). Vợ của Hoàng tử thường gọi là Hoàng tức hay Hoàng túc, Hoàng tử phi (Công nương).

Tuy nhiên trong ngôn ngữ hiện đại của Việt Nam, do sự không nhất quán xưng hô của quân chủ Việt Nam (Quốc vương và Hoàng đế) nên sự phân biệt giữa "Hoàng tử" cùng "Vương tử" không rõ ràng, thông thường từ "Hoàng tử" dùng để chỉ đến "Con trai Vua" nói chung.

## Trung Quốc

### Từ thời Tiên Tần đến Lưỡng Hán
Từ thời Tiên Tần, địa vị "Con trai của Vua", bất luận Thiên tử hay chư hầu, thì cũng đều vượt trội hơn Công khánh và con cháu quý tộc khác. Ngoại trừ Trữ quân sẽ kế vị, những Vương tử cùng Công tử đều có đặc quyền riêng trong hệ thống xã hội, một trong những đặc quyền ấy chính là được sở hữu đất phong truyền thừa, gọi là Thực ấp (食邑), cùng với tước hiệu trong hệ thống quý tộc có thể truyền thừa vĩnh viễn.
Thời điểm Vũ vương nhà Chu lập quốc, ngoài người kế vị thì các Vương tử không thể kế vị thường được phong làm Quốc quân của các nước chư hầu, tước Công, tước Hầu hoặc tước Bá. Nhưng thông thường họ được là [Trọng; 仲], [Thúc; 叔] hay [Quý; 季] kèm tên thật hoặc tên của đất phong. Một số ví dụ điển hình là Quắc Trọng, Quắc Thúc thời Văn vương, Chu thúc Đán, Khang thúc Phong, Thành thúc Vũ, Nhiễm quý Tái thời Vũ vương, Đường thúc Ngu thời Thành vương hay như Vương thúc Hổ (tức Vương thúc Văn công) thời Tương vương được phong tước Hầu, lập hẳn một nước gọi là Vương Thúc. Con của các chư hầu gọi là Công tử, cũng có thể được ban thực ấp cùng tước phong, nhưng không thể trở thành quốc quân chư hầu như các con của Thiên tử được.

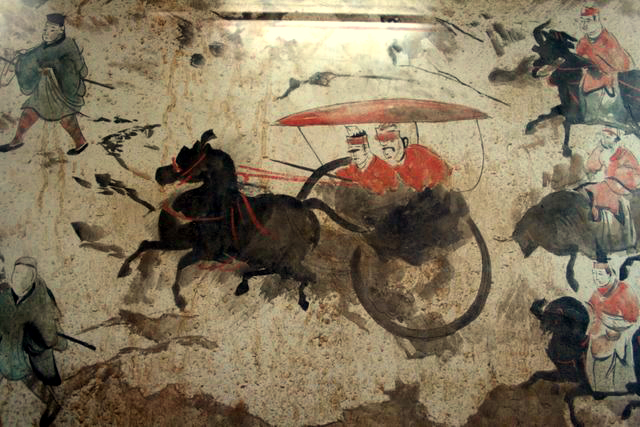
Bích họa Vương công thời Đông Hán cưỡi chiến xa có ngựa kéo.

Sau thời kỳ Tần Thủy Hoàng, con của các Thiên tử đều được gọi là "Hoàng tử" bởi vì các vị Thiên tử đã là Hoàng đế. Con của Hoàng tử, tức cháu nội của Hoàng đế được gọi bằng danh xưng Hoàng tôn (皇孫). Cháu của Hoàng tử, tức cháu chắt của Hoàng đế là Hoàng tằng tôn (皇曾孫). Nhìn chung, nguyên tắc để gọi bằng chữ "Hoàng" này đều phải lấy thân phận bản thân đối với Hoàng đế đương kim, còn nếu không chỉ có thể dùng "Tôn" cùng "Tằng tôn" như thông thường khi nói về con cháu. Những cách gọi này có từ đời Tây Hán và các đời sau đều sử dụng, nhưng trước mắt xét vào thời Hán thì có vẻ chỉ có hậu duệ của Hoàng thái tử mới gọi như vậy, như Lưu Tiến - con trai của Vệ Thái hậu Lưu Cứ và là cháu nội Hán Vũ Đế, được gọi là 「"Sử Hoàng tôn"」. Trong khi đó, Lưu Tương được gọi 「"Cao Hoàng đế Đích trưởng tôn"」 mà thôi. Điều này có liên hệ với việc Hoàng thất Đại tông kế vị và Hoàng thất Tiểu tông được phái ra làm Phiên vương.
Chế độ Đông Á xem trọng phụng sự tổ tiên, nhưng chỉ cho một người con trai cả nhận nhiệm vụ này. Cha mẹ sau khi qua đời, con cái chia nhà, con trai trưởng thụ hưởng lớn nhất và tiếp tục nhang khói - được gọi là 「"Đại tông"; 大宗」, mà các con trai thứ đều chia nhánh khác, gọi là 「"Tiểu tông"; 小宗」. Việc "phân nhà" này của dân gian cũng được chế độ quân chủ Đông Á thu dụng, từ đời Chu thì các chư hầu sớm áp dụng khi đã có các "Tông tử" kế thừa và các con thứ ra riêng. Và những Tiểu tông này được gọi chung bằng danh xưng 「Tông thất; 宗室」.
Các vị Hoàng tử từ thời Tây Hán, ngoại trừ Hoàng tử được chọn làm Trữ quân mà thụ phong Hoàng thái tử, trở thành "Đại tông" của Hoàng thất, còn các Hoàng tử khác sẽ thường được phong Chư hầu Vương (諸侯王), tức rằng họ sẽ được phong tước Vương và được ban một lãnh thổ bố trí xung quanh kinh thành để lập "Quốc gia" riêng. Điều này có nghĩa, những Chư hầu Vương này hoàn toàn có thực quyền cai quản vùng đất ấy như một chư hầu thời nhà Chu, bao gồm có quân đội, hệ thống quan lại và chính sách cai trị thuế má riêng biệt, ngoại trừ chức Thừa tướng sẽ do tự triều đình bổ nhiệm thì các quan chức còn lại như Thái phó cùng Ngự sử đại phu sẽ do tự Chư hầu Vương bổ nhiệm. Chính vì như thế, các con của Chư hầu Vương vẫn sẽ là "Vương tử", con trai thừa kế sẽ gọi "(Tên nước) Thái tử", người vợ cả là "Vương hậu" cùng mẹ là "Vương thái hậu", sánh với Hoàng thái tử, Hoàng hậu và Hoàng thái hậu của triều đình. Quan hệ giữa các Tiểu quốc và triều đình Đại Hán ở kinh sư đều theo mô hình 「"Nước nhỏ (chư hầu) tồn tại cùng nước lớn (kinh sư)"」, cũng gọi là Phiên vương (藩王; nghĩa là "Tước Vương che chắn ở biên giới"). Từ cuối Tây Hán và sang thời Đông Hán, tuy mang danh nghĩa là Tiểu quốc, nhưng các Tiểu quốc đều là từ 1 đến 4 loại quận trong Đế quốc hợp thành, đây gọi là 「Quận quốc; 國郡」. Quyền lực của các Hoàng tử Vương theo các triều sau cũng dần thu hẹp, kể từ thời Hán Cảnh Đế thì Phiên vương không có quyền trị dân mà do quan viên xử lý, quyền bổ nhiệm quan chức cũng như số lượng quan chức đều bị hủy hoặc bị giảm, các chức vụ có qua lại mật thiết với trung ương như "Nội sử" đảm nhiệm vấn đề trị dân.
Bất luận là Tây Hán hay Đông Hán, các Hoàng tử Vương đều áp dụng chế độ thừa kế Thế tập võng thế (世袭罔替), có nghĩa "Truyền thừa vĩnh viễn nguyên tước vị", tước hiệu của vị Chư hầu Vương sẽ được Đích trưởng tử kế thừa vĩnh viễn, các con thứ thụ phong tước Hầu, thứ nữa phải ra làm quan. Việc này chỉ chấm dứt khi dòng dõi vị Hoàng tử ấy không còn ai hoặc bị luận tội tạo phản mà đoạt đất phong, đây gọi là 「"Quốc trừ"; 國除」. Nhìn chung quá trình thừa tước Hoàng tử Tông thân thời kỳ Lưỡng Hán như sau:
- Hoàng tử thụ phong Phiên vương;
- Hoàng tử Vương mất, con cả tập tước Vương của cha, con thứ đều phong tước Hầu;
- Hoàng tôn tước Hầu mất, con cả tập tước, con thứ làm Thái thú của quận;
- Con cả của Thái thú sau khi cha mất thì nhậm Quận thủ, con cả của Quận thủ tiếp kế thừa Huyện lệnh, thứ nữa phải thi Hiếu liêm làm quan;

Dòng chi chi trưởng thừa tước, chi thứ không có cũng là chủ trương của việc thừa kế, những con thứ và hậu duệ khi không thừa tước Hầu sẽ phải trải qua học tập ra làm quan, đây không chỉ nhà Hán khởi đầu mà còn là một gợi ý cho các triều đại sau, bởi vì không phải lúc nào triều đình cũng có thể duy trì tôn vinh cho thành viên hoàng thất. Những người có học hạnh, hoặc chiến công, cũng có thể từ tước Hầu đổi lên Vương, như Lưu Chương; không thì chỉ có thể đến Thứ sử, rồi từ từ nếu trong nhà không có ai cống hiến thì cũng tự trở nên sa sút, như nhà Hán Quang Vũ Đế Lưu Tú và Lưu Bị. Đãi ngộ hậu duệ chi lớn và chi nhỏ này tiếp tục được duy trì cho đến triều Đường.

### Trải qua Ngụy-Tấn đến Đường-Tống
Kể từ sau Tào Ngụy, tuy thừa kế chế độ triều Hán, nhưng quyền lực đất phong của các Hoàng tử Phiên vương ngày càng bị tiêu giảm, không chỉ phạm vi đất phong ngày càng nhỏ mà năng lực tự trị đất phong cũng dần hạn chế, dù thực chất việc suy giảm này có từ tận Loạn bảy nước thời Hán Cảnh Đế. Sau đó Loạn bát vương thời Đông Tấn xảy đến, khiến nhiều triều đại về sau càng cân nhắc tiêu giảm thế lực của Hoàng tử Phiên vương.
Từ thời kỳ này, qua nhà Tấn rồi thời kỳ Nam Bắc triều, các triều đại liền có hiện tượng các Phiên vương đều nhậm các chức vụ trong cơ quan trung ương hoặc trị sự tại địa phương như Thứ sử, Tri châu hoặc Châu mục. Bên cạnh đó, vị trí chức quan kiêm nhậm của các Hoàng tử Phiên vương cũng không cố định vĩnh viễn mà tùy thời bổ nhiệm các vị trí khác nhau. Điều này khiến các Phiên vương tuy vẫn có khả năng cống hiến bảo vệ triều đình của gia tộc mình, nhưng lại "Tùy thời thay đổi" khiến họ rất khó độc đoán ổn định. Đây cũng bắt đầu từ chính sách của Tào Ngụy, cũng vì e ngại thế lực Phiên vương đời Hán mà quản lý Hoàng tử cùng Tông thân rất chặt chẽ, sánh với như bị cầm tù (ví dụ Trần Tư vương Tào Thực), nhưng cũng chính vì thế Tào Ngụy lại không chống đỡ được thế lực quyền thần họ Tư Mã của nhà Tấn vì không có phe cánh Phiên vương bảo vệ. Bản thân triều Tào Ngụy từng hạ tước Vương xuống thành tước Công, nhưng chẳng bao lâu sau lại cho đổi lại. Triều Tấn sau khi soán Ngụy, tiếp tục chủ trương giao quyền hành quan chức trong triều cho Phiên vương, nhưng lại bắt đầu để một số người có thực ấp lên cả vạn hộ, như Thành Đô vương Tư Mã Dĩnh đến 10 vạn hộ, hoặc Quảng Lăng vương Tư Mã Duật có 5 vạn hộ, hơn xa triều Ngụy chủ trương nghìn hộ. Cũng từ Ngụy-Tấn, dần có khái niệm Thân vương (親王) chỉ đến con hoặc anh em trai Hoàng đế mang tước Vương.

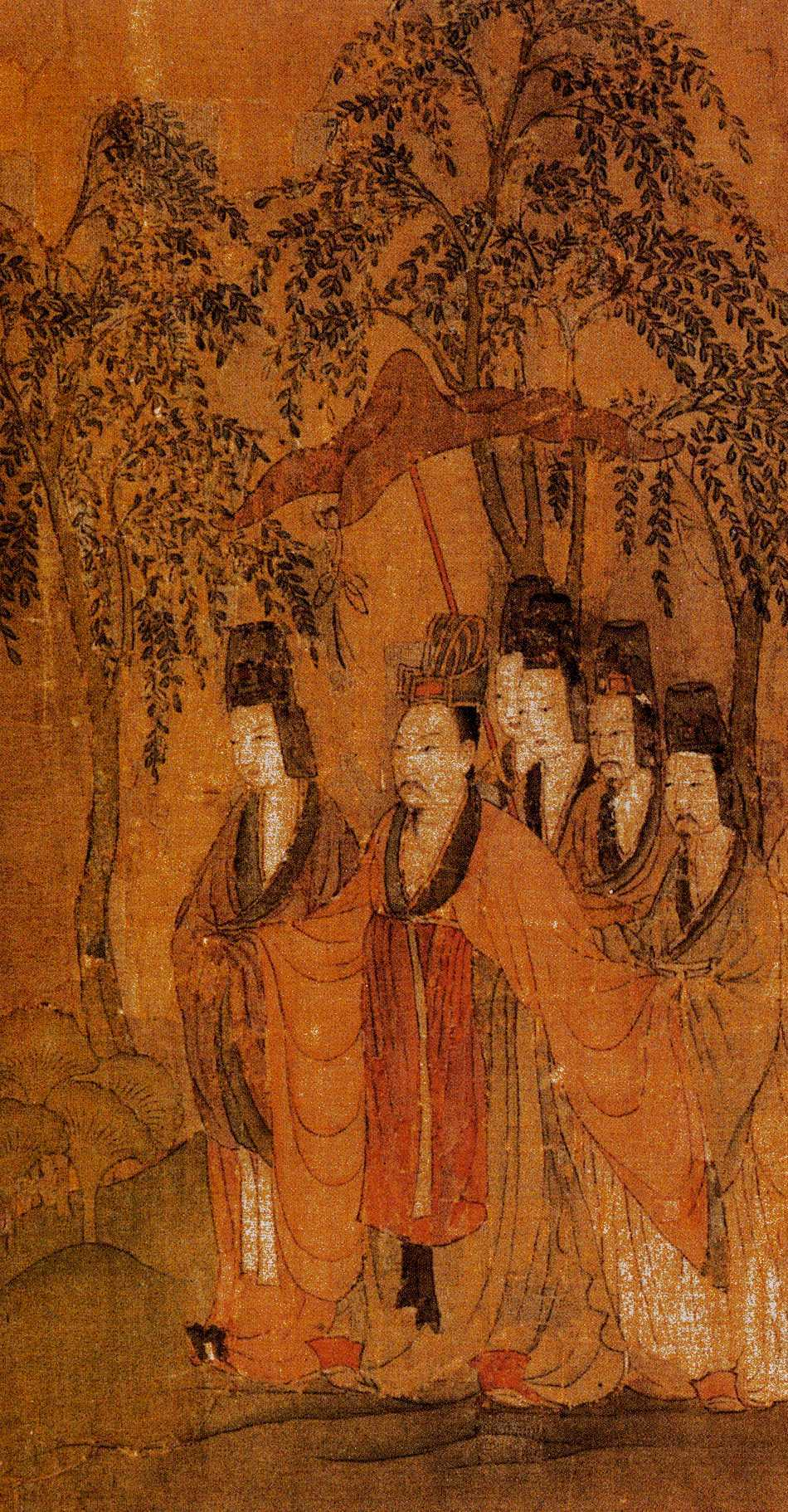
Trần Tư vương Tào Thực, Hoàng tử triều Tào Ngụy.

Các Hoàng tử được ban phong thực ấp thì lấy tên đất phong làm hiệu, mà đất phong đều là quận hoặc huyện, có thể nhiều hơn một đơn vị, sau khi được ban cho Hoàng tử nào thì nơi đó liền đổi tên dưới danh nghĩa Tiểu quốc, như quận Nhữ Nam được chọn làm đất phong thì gọi 「"Nhữ Nam quốc"; 汝南國」. Từ triều Bắc Chu, bắt đầu có dấu hiệu sử dụng tên Tiểu quốc, như Vũ Văn Hiến phong Tề vương. Sang các triều đại Nam triều, xuất hiện chính thức tước phong Quận vương (郡王) cho các Hoàng tử Tông thân, bởi vì đất phong đều là lấy quận làm phong quốc. Nhà Lương còn độc đáo chia khái niệm Thân vương, Hoàng tử cùng Hoàng huynh và Hoàng đệ phong Quận vương, còn gọi Chính vương, mà con trai kế tục họ được gọi là Tự vương (嗣王).
Triều đại nhà Tùy tiếp nối triều Bắc Chu, xuất hiện tên tước Vương là các Tiểu quốc cổ đại (như Hán, Tấn, Chu) mà không còn là tên Quận quốc nữa. Sang đến thời nhà Đường, cách thức phong tước Vương cho Hoàng tử Tông thân đều có biến hóa lớn:
- Lấy tên Tiểu quốc gia phong: đều là Hoàng tử, loại này chỉ có 1 chữ trước tước Vương, gọi là 「Nhất tự Vương; 一字王」, ví dụ "Yên vương", "Ninh vương" hay "Triệu vương",... Đây thường được gọi chung là "Thân vương", nhưng chữ "Thân" này không đem lên tước chính thức mãi đến thời Thanh.
- Lấy tên quận hoặc huyện gia phong: thường có 2 chữ, được gọi là 「Nhị tự Vương; 二字王」, thường dành cho con của Hoàng thái tử, Hoàng tử hoặc đại công thần khác họ (như Quách Tử Nghi từng được phong "Phần Dương Quận vương"). Đây thường được gọi chung là "Quận vương", tước phong có từ thời kỳ Nam triều trước đó.
- Ngoài ra còn có địa vị đặc thù là 「Tự vương」, tức "Vương tước kế Tự", thường dành cho người trực tiếp kế thừa nguyên tước vị của Thân vương. Cả ba hạng tước Vương này cũng đều được quy hoạch lương bổng Phẩm cấp, trong đó Thân vương hàm "Chính nhất phẩm" còn Tự vương cùng Quận vương hàm "Tòng nhất phẩm".

Các vị Hoàng tử triều Đường nhận các chức quan quản hạt từng địa phương, như Thứ sử hoặc Châu mục dù còn rất sớm, tương lai khi trưởng thành cũng sẽ tùy chỉ thị mà tiếp quản công việc, hoặc thiên chuyển sang địa phương khác. Ngoài ra, các Hoàng tử cùng con cháu còn có phủ đệ được thiết trí trong kinh thành hoặc khu vực được phái đến, họ tuy cũng còn có phong "Thực ấp" nhưng lại giới hạn ở trang viên quản hạt, không có quyền ảnh hưởng dân sinh mà chỉ nhận cung ứng theo quy định. Bên cạnh đó, thời Đường bắt đầu xem xét tư cách tập tước, tức là các Hoàng tử và hậu duệ của họ có thể vĩnh viễn "Thế tập võng thế" hay không đều do triều đình quyết định, không còn hiển nhiên thừa tập vĩnh viễn như các triều trước. Tuy hạn chế Tông thân tập tước, nhưng triều Đường vì lý do quân sự mà tương đối lạm phong "Quận vương" cho công thần khác họ, giống như Quách Tử Nghi, rồi quyền thần Chu Toàn Trung từng là "Đông Bình vương", sau thăng "Lương vương" mà soán Đường để kiến lập Hậu Lương.
Sang đời nhà Tống, đại khái vẫn giữ ba hạng "Thân vương", "Tự vương" cùng "Quận vương" như triều Đường. Cũng theo triều Đường, triều Tống không để người thụ phong quản lý dân sinh mà chỉ nhận chu ứng dựa theo sổ sách, triều đình cũng ra sức siết chặt không có hiện tượng tập tước của Tông thân, cũng không có chủ trương lạm phong tước hiệu cho công thần khác họ dù rất lạm phong để truy tặng cho ngoại thích. Tuy nhiên quá trình gia phong và đẳng cấp huy hiệu của triều Tống lại cực kỳ phức tạp, có thể nói là phức tạp bậc nhất trong lịch sử. Quá trình ấy như sau:
Các Hoàng tử triều Tống khi còn nhỏ sẽ được chọn một tên đất phong 2 chữ bằng quận hoặc 1 chữ Quốc hiệu trong Tam đẳng Quốc hiệu (三等國號). Cái gọi "Tam đẳng Quốc hiệu" chính là ba hạng mức Quốc hiệu chỉ 1 chữ, bao gồm Tiểu quốc (小國), Thứ quốc (次國) và Đại quốc (大國), mà mỗi hạng là cả chục cái tên Quốc hiệu, mỗi tên Quốc hiệu lại có thứ tự lớn nhỏ khác nhau trong danh sách định sẵn.
Khi quyết định gia phong, Hoàng tử sẽ thụ phong Quận công dựa vào tên của quận ấy, hoặc Quốc công dựa vào Quốc tiệu hàng Tiểu quốc, kèm đó là một loạt chức trị sự như Phòng ngự sứ, Tiết độ sứ, Thứ sử hoặc Châu mục. Đến khi lớn một chút, liền phong thành "Quận vương" và "Thân vương", trong khi "Quận vương" là tên quận khác, mà từ "Thân vương" lại tiến hành chọn một Quốc hiệu khác, bắt đầu cũng từ hàng Tiểu quốc, về sau càng sống thọ, hoặc có huân công, hoặc có truy tặng thì sẽ được chọn tên từ Thứ quốc và Đại quốc mà gia phong.
Vì vậy ở thời Tống, tình trạng thay đổi phong hiệu Thân vương diễn ra hết sức thường xuyên, mỗi lần thay tên hiệu là giáng phong hoặc là gia phong lên tùy vào công lao hoặc tội trạng của người thụ tước. Điều này cũng diễn ra tương tự với các Hoàng nữ.

### Tới triều Minh và Thanh
Sang thời nhà Minh, hoàng triều họ Chu áp dụng chính sách phong tước rất lạm, không chỉ áp dụng chế độ "Thế tập võng thế" toàn vẹn, mà tất cả những nam duệ của Hoàng tử đều thụ hưởng tước phong qua các đời. Cụ thể:
- Toàn bộ Hoàng tử đều là Thân vương (親王);
- Ngoại trừ Đích trưởng tử của Thân vương sẽ được phong Vương thế tử (王世子) và tương lai tập tước, cháu nội Đích tôn thụ Vương thế tôn (王世孫), các con trai khác đều thụ phong Quận vương (郡王). Áp dụng cho cả con thứ của Thái tử[Chú 2] và trường hợp nhập Tự[Chú 3], song từ Gia Tĩnh đã hạn chế;
- Con trai Đích tử của Quận vương thụ phong Quận vương Thế tử (郡王世子), sau gọi Trưởng tử (長子), mà cháu nội Đích tôn thụ phong Trưởng tôn (長孫), còn các con trai khác phong Trấn quốc Tướng quân (鎮國將軍). Áp dụng cho cả nhập Tự, song từ Gia Tĩnh đã hạn chế;
- Từ đây lần lượt phong như nhau qua các đời: các con trai của "Trấn quốc Tướng quân" đều phong Phụ quốc Tướng quân (輔國將軍), tương tự xuống dưới có Phụng quốc Tướng quân (奉國將軍), Trấn quốc Trung úy (鎮國中尉), Phụ quốc Trung úy (輔國中尉) và Phụng quốc Trung úy (奉國中尉). Đến bậc "Phụng quốc Trung úy" thì con trưởng thế tập vĩnh viễn không hàng tước vị[13][14];

Cũng như các triều Đường-Tống, phong hiệu cho "Thân vương" đều dùng tên Tiểu quốc và có 1 chữ, còn "Quận vương" đều là tên quận huyện và có 2 chữ. Còn hai vị thứ "Tướng quân" cùng "Trung úy" không có phong hiệu.
Ban đầu, triều Minh cũng phái Hoàng tử làm Phiên vương, toàn quyền tọa trấn tại từng vùng đất đai riêng biệt như các Chư hầu Vương thời Hán, nhưng từ Sự biến Tĩnh Nan mà vấn đề này phải thay đổi. Về sau đó, chế độ Phiên vương của nhà Minh tiếp tục duy trì, nhưng quyền quản hạt lại do các quan viên địa phương đó nắm giữ, các Hoàng tử chỉ đến đất phong và duy trì sinh hoạt. Theo quy định thời Minh, hơn 10 tuổi thì các Hoàng tử đều thụ phong Thân vương, nhận Bảo ấn, sau đó qua một đoạn thời gian lại được phân ra các địa phương lớn như phủ, quận hoặc huyện trấn thủ, không có chiếu lệnh thì không quay về, đây được gọi là chế độ 「Tựu phiên; 就藩」.
Để chuẩn bị cho các Hoàng tử làm Phiên vương tựu trấn, triều đình sẽ kiến thiết phủ đệ tại các địa phương để Hoàng tử đến cư trú sau khi đến tuổi, cũng lấy đó làm "nhà chính" cho hậu duệ của mình. Hai mức "Thân vương phủ" cùng "Quận vương phủ" triều Minh khác xa nhau, các vương phủ dành cho Thân vương cơ bản là một Hoàng cung thu nhỏ khi còn cho xây cả nhà Tông miếu cùng Cung thành Tứ môn, cũng có quan viên và binh lính riêng dù số lượng hạn chế, trong khi vương phủ của Quận vương là Tứ hợp viện cùng diện tích lẫn quy hoạch đều khiêm tốn hơn. Dù đã "Tựu phiên" cùng có trang viên tại địa phương, triều đình nhà Minh vẫn duy trì lương bổng định kỳ cho các Hoàng tử. Thời đầu Hồng Vũ triều Minh Thái Tổ, mức cao nhất cho Thân vương là hơn 50.000 thạch, và Quận vương với hơn 25.000 thạch theo năm, chỉ từ cuối Hồng Vũ mới giảm còn tiêu chuẩn 10.000 cho Thân vương và 2.000 cho Quận vương. Qua các đời sau, tuy rằng các Hoàng đế nhà Minh đã cố gắng giảm bổng lộc cho một vương phủ chỉ còn tầm 2.000 thạch hằng năm, nhưng đó là chưa kể mức độ ban thưởng tùy các dịp, nên nhìn chung thì chi phí duy trì các chi hệ Hoàng tử Tông thân triều Minh đều rất cao. Đến tận thời Vạn Lịch, số lượng vương phủ của Tông thân - tính cả Thân vương phủ lẫn Quận vương phủ - đã vượt hơn 35 phủ, mà mỗi phủ được duy trì trung bình 1.000 thạch, vị chi mỗi năm thì triều Minh phải chi ít nhất 35.000 thạch cho các vương phủ. Việc duy trì 「"Thế tập võng thế"」, lại ra ân điển toàn bộ hậu duệ của Hoàng tử đều thụ phong tước hiệu cùng hiện tượng duy trì tình trạng 「"Nhập tự"」 để tiếp nối hương hỏa các Thân vương phủ, đã khiến tình trạng Tông thân triều Minh có "tước vị mặc định" rất phổ biến, hiện tượng này vượt trội hơn hầu hết các triều đại trong lịch sử nếu so với hai triều Đường-Tống hay thậm chí cả triều Hán. Đây là lý do khiến triều Minh phải đối phó gánh nặng kinh tế hết sức khổng lồ.
Kể từ niên hiệu Gia Tĩnh thời Minh Thế Tông, triều Minh dần có hạn chế chính sách phong tước, dần tiến hành giảm đi tước phong. Đây là bởi vì khi ấy dòng dõi Tông thất có tước phong quá nhiều mà bổng lộc các tước phong đều cao, không chỉ có tình trạng Thân vương hoặc Quận vương không con mà đem "Nhập tự" để duy trì, triều Minh còn phải chịu chi phí xây dựng vương phủ quá mức khổng lồ, chính điều này đã gây nên tình trạng gánh nặng kinh tế đáng sợ của triều đại nhà Minh. Sự thay đổi của Thế Tông nhằm mục đích hạn chế phong tước cho những con trai của Thân vương nhập Tự, họ sẽ không đồng thời phong "Thế tử" cùng "Quận vương" mặc định như thời Sơ kỳ nữa, mà là phong hàng chức tước vốn dĩ của Thân vương ấy. Lấy ví dụ, Thân vương A trước khi được đưa qua làm Thân vương thì từng là Quận vương, nên sau khi kế tước nhập Tự thì con trai toàn bộ phong giáng một cấp, tức Trấn quốc Tướng quân. Chỉ ai được chọn thế tập nguyên tước thì tiếp nhận tước hiệu với tư cách là đời kế tiếp. Đây có lẽ là tiền đề cho việc triều Thanh tiến hành việc thế tập giáng tước về sau.
Thời kỳ nhà Thanh có chế độ phong tước riêng biệt dành cho nam giới Tông thất, tức hậu duệ của Nỗ Nhĩ Cáp Xích hoặc hậu duệ của anh em cùng cha của Nỗ Nhĩ Cáp Xích, đều chia ra hai hạng "Nhập Bát phân" (入八分) và "Bất nhập Bát phân" (不入八分), trong đó "Nhập Bát phân" là phạm trù tôn quý. Hệ thống tước hiệu cơ bản có 12 tước vị cùng 2 tước vị đặc thù, là tổng 14 tước vị, còn gọi Thập tứ đẳng Tước vị (十四等爵位). Cả 8 tước hiệu trong "Nhập bát phân" dành cho Hoàng tử cùng con cháu:
- Hoà Thạc Thân vương (和碩親王);
  - Thế tử (世子), thừa kế Thân vương, về sau đời Càn Long thì dần bị xóa bỏ;
- Đa La Quận vương (多羅郡王);
  - Trưởng tử (長子), thừa kế Quận vương, về sau đời Càn Long thì dần bị xóa bỏ;
- Đa La Bối lặc (多羅貝勒);
- Cố Sơn Bối tử (固山貝子);
- Phụng ân Trấn quốc công (奉恩鎮國公);
- Phụng ân Phụ quốc công (奉恩輔國公);

Khác với đa số các triều đại trước, thời Thanh dùng phong hiệu thì đều thường là 1 chữ, hơn nữa là thuần mỹ tự, tức mang ý may mắn hoặc dụng ý ban phong chứ không phải dựa vào tên Tiểu quốc hay Quận huyện như đời trước, vì thế hai tước hiệu "Thân vương" cùng "Quận vương" khi gia phong vẫn giữ nguyên, tức là phải gọi ["Hòa Thạc A Thân vương"] hoặc "A Thân vương"; ["Đa La B Quận vương"] hoặc "B Quận vương" khi đề cập. Dưới tước Vương chỉ có tên nguyên tước, không dùng phong hiệu.

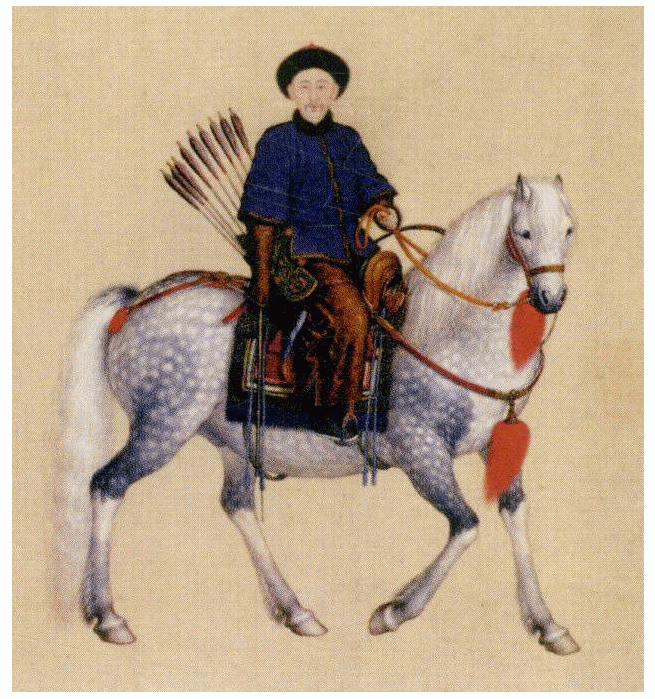
Một vị Hoàng tử A ca thời Càn Long.

Đời Thanh gọi Hoàng tử bằng kính xưng Mãn ngữ A ca, đây cũng là một điểm nhận biết chủ chốt của các Hoàng tử triều Thanh. Bên cạnh đó, triều Thanh không như các triều đại trước chủ trương phong tước khi còn nhỏ, nhìn chung các Hoàng tử triều Thanh đều phải qua 16 tuổi mới thụ phong, hơn nữa không phong Vương ngay mà thấp nhất là "Bối tử", sau đó có công lao hoặc đã cao tuổi thì mới xét phong Vương. Tình trạng này khiến triều Thanh có địa vị đặc thù dành cho các "Hoàng tử", bởi vì nhiều Hoàng tử khi trưởng thành vẫn chưa phong tước, thế nhưng địa vị Hoàng tử vẫn là đặc thù nhất chỉ sau Hoàng đế, cho nên triều Thanh quy định mũ áo của riêng thân phận Hoàng tử đều bằng hoặc hơn hẳn tước Thân vương.
Ở thời Thanh, thân phận Hoàng tử - dù phong tước hay chưa - cũng đều là hàng cao nhất. Sau khi Hoàng đế qua đời, Hoàng tử thành "Hoàng huynh" hoặc "Hoàng đệ", được anh em trai là Hoàng đế chính thức phong tước thì mới dựa vào tước phong mà phân biệt thứ tự. Triều Thanh cũng rất khắt khe giáo dục Hoàng tử, kể từ Thánh Tổ khai sáng, hình ảnh Hoàng tử A ca đến Thư phòng đọc sách cũng là một nét rất đặc trưng của triều Thanh. Sau khi trưởng thành, Hoàng tử triều Thanh có hiện tượng đảm nhiệm xử lý một cơ quan của chính quyền trung ương, đây cũng là một đặc điểm nổi bật của triều Thanh từ tận thời Hậu Kim, nhiều Hoàng tử nổi tiếng có đóng góp cho triều đình như Di Hiền Thân vương Dận Tường, Cung Trung Thân vương Dịch Hân đều có uy tín lẫn thực quyền một thời.
Bởi vì nhìn nhận gánh nặng kinh tế quá khổng lồ vị sự lạm phong tước hiệu của đời Minh, triều đình Ái Tân Giác La thực thi chế độ Thế tập đệ giáng (世袭递降), có nghĩa "Thừa kế giáng vị" qua các đời. Ngoài ra, các Hoàng tử Tông thất thụ phong đều sẽ được chỉ định phủ đệ ngay trong phạm vi kinh thành mà không có phủ đệ tại các địa phương như triều Minh, hình thành nên quần thể Tông thất phủ đệ dưới thời nhà Thanh.
Việc chế định "Thế tập đệ giáng" chính là chỉ đem một người thừa tập tước của cha, mà tước đó lại còn bị giáng qua các đời. Còn những người con khác, đều phải qua bài thi khảo hạch để mưu cầu được tước vị, nhưng họ chỉ có thể được thụ phong trong hàng "Bất nhập Bát phân" tước vị hữu hạn, mà không thể cầu hàng "Nhập Bát phân" vô hạn. Đây được gọi là chế độ Khảo phong (考封). Tuy nhiên cũng có ngoại lệ, có 12 người vì công lao to lớn với triều Thanh mà tước Vương của họ ("Thân vương lẫn Quận vương") có thể cho con cháu kế thừa vĩnh viễn, được gọi là Thiết mạo tử vương. Triều Thanh vì quan niệm "Hậu duệ hoàng thất không thể vô hậu" cho nên cũng duy trì 「"Nhập tự"」, có điều ngoại trừ 12 thế hệ "Thiết mạo tử vương" thì các tước phong khác đều sẽ giảm qua các đời, do vậy tất cả Hậu duệ hoàng tộc nếu vô hậu thì đều sẽ có con thừa tự mà không chỉ ràng buộc chỉ có tước Thân vương như triều Minh.
Cũng như triều Minh đến Đường-Tống, phong tước đời Thanh cho các Hoàng tử quy định chi tiêu dựa vào bổng lộc, dù bổng lộc các Hoàng tử triều Thanh rất nhiều lên đến cả vạn lượng bạc, nhưng kế sinh nhai của họ không dừng lại ở đó mà bao gồm điền trang cùng cửa hiệu riêng biệt, đáng chú ý nhất và đặc trưng nhất của triều Thanh là việc sở hữu "Thuộc nhân" của các Hoàng tử Tông thân. Kể từ khi nhập quan thời Thuận Trị, vào lúc định chọn tước hiệu cho Hoàng tử Tông thân thuộc "Nhập Bát phân", Hoàng đế sẽ phân tất cả bọn họ vào 1 trong 5 Kỳ tịch thuộc Hạ ngũ kỳ, sau đó trong Kỳ tịch ấy chọn ra số lượng Tá lĩnh nhất định như là "Tài sản nhân sự" của riêng người ấy, mỗi Tá lĩnh gồm 300 người, thông thường thì Thân vương sở hữu trên 10 Tá lĩnh, cứ thế giảm dần, mà người nắm được số lượng lớn nhất trong một Kỳ tịch ắt xưng 「Kỳ chủ; 旗主」. Nằm trong Tá lĩnh là nhân khẩu của Kỳ phân Tá lĩnh, Bao y hay thậm chí Kỳ hạ Gia nô, tất cả nhân khẩu thuộc Kỳ tịch nào cũng đều là sở hữu về người của Hoàng tử Tông thân sở hữu tước hiệu thuộc Kỳ tịch ấy. Và dù triều Thanh xem nhân khẩu "Kỳ phân Tá lĩnh" cùng "Bao y" đều là lương dân, có thân phận rõ ràng, nhưng trước thành viên Hoàng thất thì cũng đều chịu phận nô lệ, bất kể là người Mãn, người Hán hay Mông Cổ lẫn Hồi Hột. Vào ban đầu khi định ra, Hoàng tử Tông thân có quyền hành rất tuyệt đối với các "Thuộc nhân" trong Kỳ tịch mà mình cai quản, dẫn đến Đa Nhĩ Cổn mới có thể có quyền hành lớn đến như vậy. Tuy nhiên từ thời Thuận Trị, sang thời Khang Hi và nhất là Ung Chính, quyền hành tuyệt đối của họ giảm mạnh do chủ trương 「Bát Kỳ cộng chủ; 八旗共主」 được tái lập, Hoàng đế không chỉ nắm riêng Thượng tam kỳ mà còn là chủ tử của Hạ ngũ kỳ thật sự, thân phận Kỳ chủ của các Hoàng tử Tông thân chỉ còn là danh nghĩa, đối với Hoàng đế đều xưng "Nô tài" (奴才), cái này không chỉ khiến người Bát Kỳ phải phụ thuộc Hoàng đế mà cũng làm tăng lên ràng buộc của Hoàng đế đối với người Bát Kỳ.
Cũng từ Ung Chính trở đi, thực hành 「"Bí mật lập Trữ chế"」, những Hoàng tử A ca nào được chỉ định phong tước cùng xuất cung lập phủ chính là vô duyên với ngai vị Hoàng đế, các Hoàng tử có khả năng được chọn đều sẽ được giữ lại trong cung. Sau khi Trữ quân được định, Tân Hoàng đế kế vị, các Hoàng tử A ca này mới nhận tước phong cùng phủ đệ từ anh em trai Hoàng đế của mình. Trường hợp Thanh Cao Tông cùng Thanh Nhân Tông, cả hai đều được phong "Bảo Thân vương" rồi "Gia Thân vương" nhưng không cho xuất cung mà vẫn ở lại trong cung; Cao Tông luôn trú ở Trọng Hoa cung, mà Nhân Tông đến nay vẫn chưa rõ lắm, nghi ngờ là Dục Khánh cung.

### Các triều đại Thảo nguyên
Từ lâu Trung Quốc đã giao thoa với các sắc dân du mục ở thảo nguyên Tây Bắc, Hung Nô là thế lực bộ tộc du mục được biết đến sớm nhất, các vị Vua của họ tự xưng tước hiệu Thiền vu - về ý nghĩa thì nó tương đương với Thiên tử ở Trung Quốc, cho nên theo lý thuyết con trai của họ cũng là Hoàng tử, con trai thừa kế cũng xưng Thái tử. Nhưng vì quan niệm Hoa Hạ và Thiên tử duy nhất, mà khi các triều đình này vào triều đều phải xưng thần (tương tự mối quan hệ giữa Chămpa cùng Đại Việt), do vậy các tài liệu chữ Hán cổ tại Trung Quốc đa phần chỉ ghi Vua của họ ứng với Vương, con trai là Vương tử hoặc không ghi tước vị bản ngữ. Điều này tương tự với trường hợp dòng dõi Tán phổ của Đế chế Thổ Phồn, cũng bị triều Đường xem ngang với Vương.
Căn cứ Sử ký Tư Mã Thiên, Hán thư cùng Hậu Hán thư, khi đề cập đến họ đều chỉ ghi 「"Con trai của Thiền vu"」 cùng chức vị hoặc tước hiệu, hầu như không có danh vị nào đặc thù. Và vì là một khối sắc dân thuyền chiến đấu mà các Hoàng tử Hung Nô sẽ sớm có thực quyền về đất đai, binh sĩ cùng hạ nhân, khi lớn mạnh họ còn có thể lập riêng ra một bộ tộc khác tách hẳn bộ tộc gốc, một điều xét ra thì tương tự như "chia nhà Tiểu tông" của Trung Nguyên. Dựa vào lý lịch của con trai Vương Chiêu Quân với Thiền vu là Hô Hàn Tà, những người không kế vị thì thường sẽ được phân chia một bộ phận để quản lý và có tước xưng khác nhau, con trai của Chiêu Quân là "Tả Nhật Trục vương" (右日逐王), có lẽ là một phiên âm chữ Hán của tiếng Hung Nô khi ấy. Căn cứ Hậu Hán thư, tước "Tả Nhật Trục vương" này nằm trong vòng hệ thống "Lục giác", dưới sự quản hạt của Tả Hiền vương, mà căn cứ Sử ký thì Tả Hiền vương cùng Hữu Hiền vương đều là hai tước vị chỉ dưới Thiền vu - chúa tể Hung Nô, thường do Thái tử đảm nhiệm. Đây là một chuỗi hệ thống trong 「Nhị thập tứ trưởng; 二十四長」, hệ thống Vương công đại thần của Hung Nô.

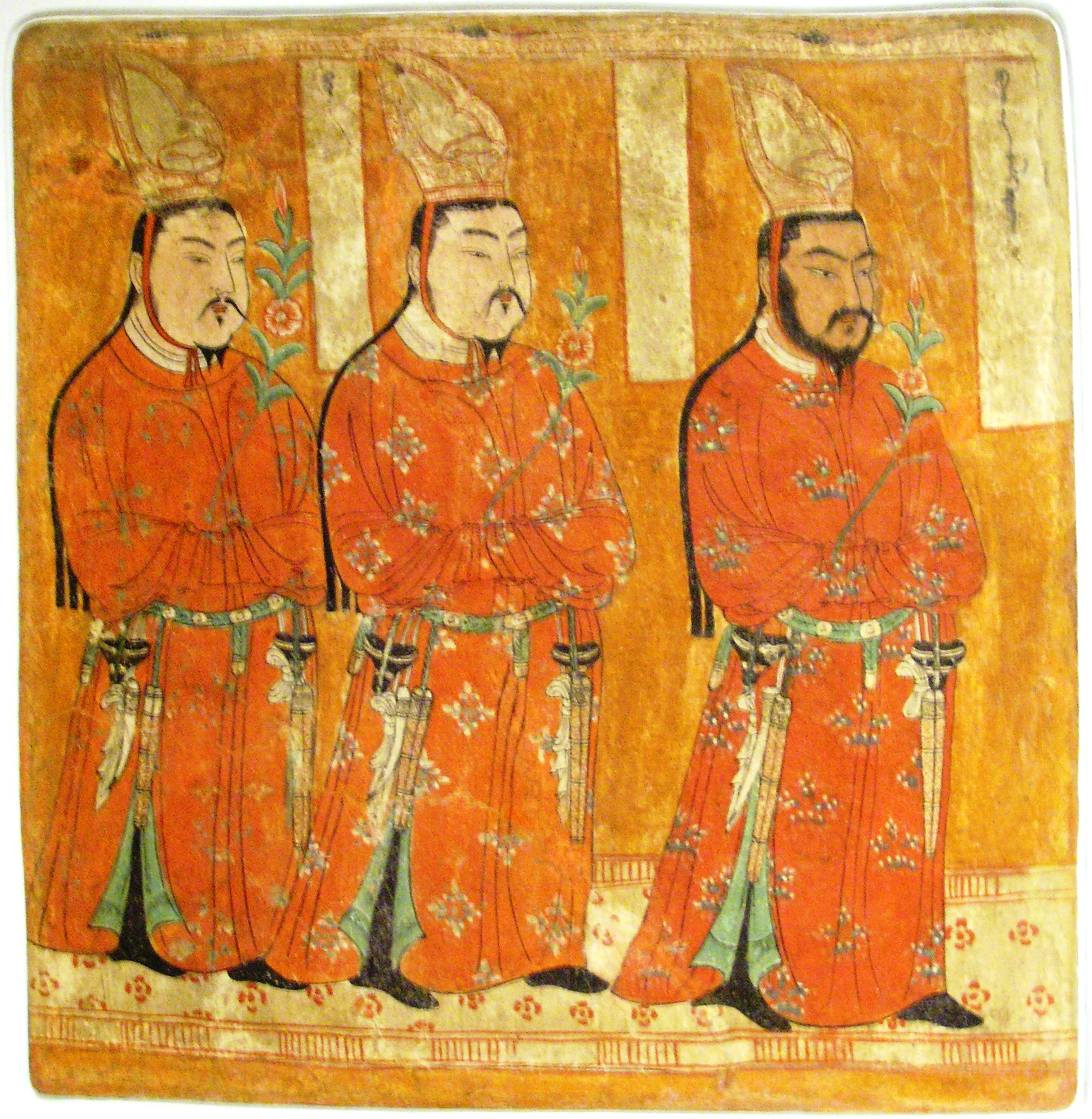
Bích họa các Hoàng tử của Hồi Hột.

Sau khi Hung Nô biến mất, danh xưng Thiền vu được thay thế bằng Khả hãn, và người đầu tiên dùng là các vị Vua của Nhu Nhiên. Cũng như "Thiền vu", tước hiệu "Khả hãn" cũng ngang với Thiên tử của Trung Quốc, do vậy cũng theo lý thuyết thì các con của Khả hãn cũng đều xứng với xưng hô Hoàng tử. Chỉ là cũng như tình trạng của Hung Nô, toàn bộ con trai của các Hãn qua ghi chép của Trung Quốc đều là 「"Con trai của Hãn"」 hoặc Vương tử. Con trai của các Khả hãn đều được chia sẻ đất đai, thuộc nhân và quản lý quân sự thực tế tương tự Hung Nô. Bởi vì "Hãn" có ý nghĩa như Hoàng đế, các thủ lĩnh bộ tộc được ghi lại với danh xưng "Tôn trưởng", "Bộ chủ" hoặc "Thủ lĩnh", danh xưng khác thì ít ghi nhận. Cá biệt có Hãn quốc của họ A Sử Na (阿史那) là Hãn quốc Đột Quyết, dưới Khả hãn là hai chức vụ 「Diệp hộ; 叶护; Yabgu」 cùng 「Thiết; 設; Shad」, đều dành cho các Hoàng tử Tông thân đảm nhiệm, có nhiệm vụ trị vì các bộ tộc bị thần phục. Hai chức vụ này chia ra Diệp hộ ở cánh Tây của Hãn quốc, còn Thiết ở cánh Đông của Hãn quốc, mà thân phận của Diệp hộ thường là chỉ sau Khả hãn, tức là em trai của ông hoặc là người con trai lớn nhất. Học giả Đột Quyết là Mahmud al-Kashgari có giải thích rõ địa vị của Diệp hộ:「"Cách hai bước dưới Khả hãn, trong đó vị Thiết Thái tử ở trên Diệp hộ một bậc"」. Bên cạnh đó, có ghi chép về A Sử Na Nê Thục (阿史那泥孰; Duolu Qaghan) của Tây Đột Quyết cùng Khuyết Đặc Cần (阙特勤; Kul Tigin) của Đông Đột Quyết đều từng được phong Hữu Hiền vương, có thể các triều đại này vẫn giữ một vài chức tước cổ của người Hung Nô.
Kể từ khi Hãn quốc Đột Quyết này chia làm Đông Đột Quyết cùng Tây Đột Quyết, các vị Thiết cùng Diệp hộ dần tự lãnh đạo riêng và hai chức tước này trở thành những tước hiệu tối cao của họ. Về sau Hồi Hột tuy cũng có danh xưng Khả hãn cho vị Vua của mình, nhưng vì quan hệ tốt với nhà Đường, đặc biệt là việc liên hôn sau sự kiện Loạn An Sử, mà các vị Vua của Hồi Hột cũng đều xưng thần, là "Quốc vương", "Quân trưởng" hoặc "Tù trưởng" hơn là Hoàng đế, Vương tử cùng hậu duệ của họ đa phần đều sẽ có tên theo chữ Hán cũng như làm quan viên cho triều đình.
Sang thời Ngũ Đại Thập Quốc cùng triều Tống, thì có người Khiết Đan lập nên nhà Liêu, người Đảng Hạng lập nên Tây Hạ cùng người Nữ Chân lập nên nhà Kim, và trước khi Mông Cổ quật khởi thì cả 3 triều đại này đã tham khảo rất sớm quy cách của Trung Quốc thông qua nhà Tống. Khác với các Thiền vu hay Khả hãn, các vị Vua của ba triều đại này tự xem mình ngang với Hoàng đế triều Tống nên cũng xưng tước hiệu Hoàng đế, con trai là Hoàng tử và cũng phong tước Vương. Hiện tại các lài liệu về họ chủ yếu là chữ Hán, cũng không thấy có xưng hô đặc biệt gì như "A ca" của triều Thanh về sau. Cũng như Đường-Tống, phong hiệu tước Vương của các triều đại này đa phần là tên Tiểu quốc, trong đó triều Kim còn theo kiểu Tống mà lập ra "Tam đẳng Quốc hiệu", lại phân biệt giữa Quốc vương, Nhất tự Thân vương cùng Quận vương. Cũng như các triều đại Hung Nô cùng Đột Quyết, các Hoàng tử Tông thất triều Liêu-Kim-Hạ đều tham dự quốc sự một cách tích cực. Mà triều Liêu kế thừa hệ thống Oát Nhĩ Đóa được khởi xướng bởi Đột Quyết, lại vì vấn đề chi họ mà thiết lập Bắc Nam diện quan chế, còn hình thành khái niệm "Hoành trướng" cho hoàng tộc trực hệ của Liêu Thái Tổ, đồng thời lại chia ra Hệ phòng là hậu duệ chú bác của Liêu Thái Tổ gọi là Tam phụ phòng (三父房), cùng hậu duệ của tổ tiên xa hơn của Thái Tổ được gọi là Nhị viện hoàng tộc (二院皇族). Triều Kim khi lập triều, cũng chia Bắc Nam diện quan cắt cử Tông thân, nhưng nhận thấy chế độ này của triều Liêu dễ phát sinh đại loạn, nên Kim Thái Tổ liền thiết lập chế độ Bột cực liệt với quyền uy tập trung vào mình, sang triều Kim Hy Tông thì lại áp dụng chế độ nhà Đường cùng nhà Tống vững vàng hơn, cũng để Hoàng tử Tông thất đảm nhiệm các chức vụ quan trọng trong bộ máy. Nhìn chung, cả ba triều đại này đều áp dụng chế độ "Thừa kế giáng tước" và không cố định tước phong được áp dụng từ triều Đường, cũng không phải con cháu Hoàng tử đều thụ phong. Khi thụ phong tước, cũng như triều Đường chế định, con cháu của một Thân vương đất A có thể thụ phong làm Quận vương hoặc Thân vương đất B, không cố định giữ nguyên một đất phong qua các đời.
Vào lúc Đế quốc Mông Cổ lập nên triều đại nhà Nguyên, người Mông Cổ đã chiếm Trung Quốc có một lãnh thổ bao rộng to lớn, vì vậy tình trạng chia đất đai của triều đình rõ ràng và thực dụng hơn, phần nhiều đều dựa vào biến chuyển quân sự tại các lãnh địa. Bên cạnh đó, họ cũng học theo văn hóa Trung Quốc, dùng chữ Hán song song chiết tự Mông Cổ, cũng dùng hệ thống Vương tước cho hoàng gia. Và cũng tại Mông Cổ, chỉ có người tối cao nhất gọi Khả hãn, thống lĩnh tất cả các Bộ trưởng cùng Thủ lĩnh linh tinh khác. Trong khi ấy, các vị Hoàng tử Tông thân được phân chia lãnh địa với tước Hãn, tương ứng địa vị Quốc vương. Và vì không có truyền thống chọn sẵn người kế vị mà đều trải qua Hốt lý lặc thai tiến hành đại bầu cử, ngai vị Thái tử triều Nguyên từ Hốt Tất Liệt đã không ổn định, nên tình trạng Hoàng tử Tông thất triều Nguyên sôi nổi đoạt vị cũng xảy ra suốt thời kỳ đỉnh cao của triều đại này.
Cách chia đất phong cho Hoàng tử Tông thân triều Nguyên từ ấy có ba dạng:
- Chia lãnh địa trên thảo nguyên, từ thảo nguyên Mông Cổ đến Trung Á được chia thành các khu vực để phân phong Thân vương mang tước Hãn, chủ yếu ở Lĩnh Bắc Hành và Liêu Dương. Dần về sau, tình trạng này thái hóa thành 4 Hãn quốc phía Tây Bắc nhà Nguyên, gồm: Kim Trướng, Sát Hợp Đài, Oa Khoát Đài cùng Y Nhi, cả 4 Hãn quốc này về sau được lịch sử gọi là 「Tứ đại Hãn quốc; 四大汗國」.
- Thực ấp phương thức Ngũ hộ ti (五户丝), là một dạng thực ấp chính thức dành cho Hoàng tử Tông thân, Hậu phi, Công chúa cùng Phò mã tại lãnh thổ gốc Hán (ý nói toàn bộ Trung Nguyên). Những người được ban thực ấp hưởng cung ứng theo lệ định từ lãnh địa, nhưng không được phép can thiệp quản lý dân sinh. Tước hiệu thụ phong biểu thị địa phương được quy hoạch sẵn.
- Tông vương xuất trấn, đây là một hình thức khá phổ biến ở các Đế chế lãnh thổ lớn, về cơ bản giống như phân phong chư hầu tọa trấn ở những lãnh thổ nhất định. Tuy nhiên Tông vương trấn giữ triều Nguyên bị hạn chế bởi cơ quan hành chính tại lãnh địa ấy, không có toàn quyền điều binh hoặc can thiệp dân sinh, hơn nữa cũng không phải chỉ một Tông vương tọa trấn cùng một địa phương.

Ngoại trừ địa vị Hãn đặc thù của thời kỳ đầu, thì phong hiệu tước Vương của triều Nguyên cũng rất đa dạng, đôi khi vẫn là tên Tiểu quốc hoặc Quận quốc như các triều trước, cũng có mang ý nghĩa nhất định hoặc mỹ tự đơn thuần. Ví dụ "Vân Nam vương" (云南王), "Trấn Nam vương" (镇南王) và "Lương vương" (梁王), ba tước Phiên vương trấn thủ tỉnh Vân Nam có ba phong cách khác nhau. Khác với các triều Liêu-Kim-Hạ, thì triều Nguyên giữ chế độ tập nguyên tước hiệu cố định như thời Hán, mà không tùy thời gia phong hoặc giáng tước được áp dụng từ triều Đường.
Sau khi triều Nguyên suy sụp và lui về làm Bắc Nguyên, Tiểu triều đình này xuất hiện danh xưng Đài cát - được cho là phiên âm của danh xưng "Hoàng thái tử" từ Trung Quốc. Và sau khi Bắc Nguyên diệt vong, "Đài cát" trở thành tước xưng cho Vương công quý tộc làm Thủ lĩnh của các bộ tộc có thế lực, bên cạnh các tước hiệu có hướng Nữ Chân như Bối lặc. Khi triều Thanh dần dần lập nên Mông Cổ thuộc Thanh cùng chế độ Mông Cổ Minh kỳ, tước hiệu "Đài cát" cũng được sử dụng trong hàng ngũ tước phong cho các Thủ lĩnh của bộ tộc du mục quy phụ triều Thanh, bọn họ được gọi là Ngoại phiên Mông Cổ (外藩蒙古) hoặc Mông Cổ vương công.

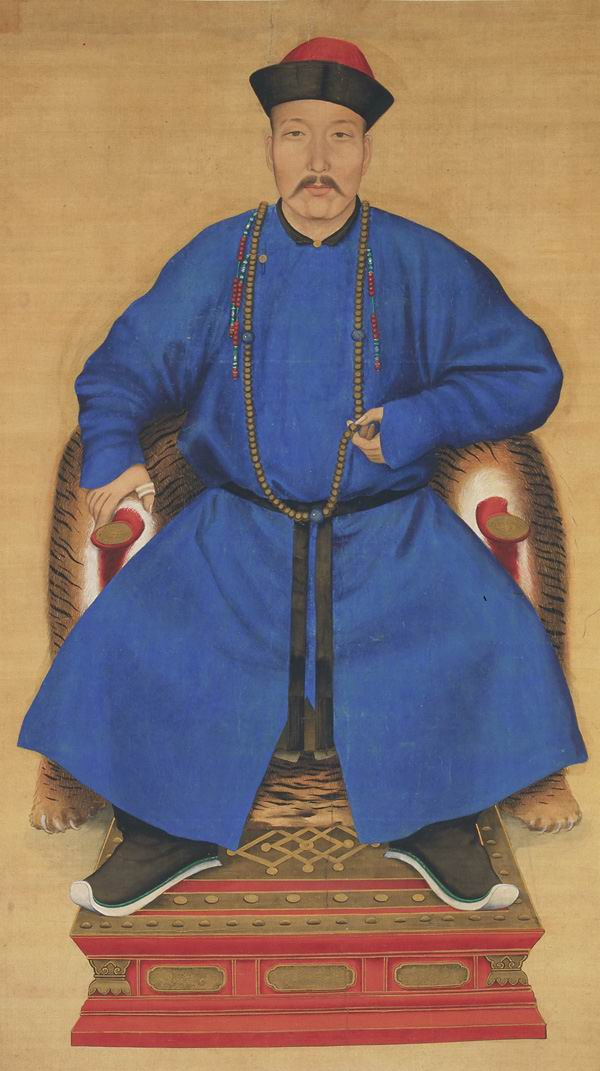
Sách Lăng, người Khách Nhĩ Khách, là một Mông Cổ vương công, giữ tước "Trung Tả Mạt Kỳ Thân vương" của Tái Âm Nặc Nhan.

Theo đó, ngoài tước vị "Đài cát" thì triều Thanh còn áp dụng các tước hiệu trong "Nhập Bát phân" như Thân vương, Quận vương, Bối lặc, Bối tử đến Trấn quốc công và Phụ quốc công. Và tước hiệu "Đài cát" là bên dưới Phụ quốc công, chia làm 5 hạng với riêng "Trát Tát Khắc Đài cát" ở một hạng riêng. Triều Thanh thực thi quân chủ chuyên quyền, nhưng không thể không xem trọng thế lực của các Mông Cổ vương công trong việc phòng thủ biên giới thảo nguyên, do đó tùy tình huống mà một vị Mông Cổ vương công này có thực quyền hay không, hoặc có tư cách truyền đời hay không. Rất nhiều Mông Cổ vương công thế tập tước vị Thân vương cùng Quận vương truyền đời không đổi đến tận khi triều Thanh diệt vong, mà sự hưng thịnh của họ bị khống chế bởi chức vụ và công lao qua từng triều.
Căn cứ quy định năm Càn Long thứ 17 (1725), ngoài con cả tập tước, thì các con trai cùng em trai thành niên của các Hãn cùng Thân vương thụ phong 「"Nhất đẳng Đài cát"」; con và em của Quận vương cùng Bối lặc phong 「"Nhị đẳng Đài cát"」; con và em của Bối tử cùng Công tước là 「"Tam đẳng Đài cát"」.
Những người Mông Cổ Minh kỳ này về cơ bản đều là Vương công quý tộc, lịch sử của họ là Thủ lĩnh hoặc hậu duệ những Thủ lĩnh của một bộ tộc độc lập khi trước và sau quy phụ triều Thanh, hoặc bị bại trận mà phải phụ thuộc vào triều Thanh. Cho nên, xuất thân của họ có thể ngang Hoàng tử hoặc Vương tử, lại có giữ gìn lối ăn mặc du mục gốc, gần gũi với hình ảnh Mông Cổ nguyên bản. Bên cạnh Tam phiên thời Sơ kỳ, thực tế các Vương công thuộc Mông Cổ Minh kỳ cũng là "Thân vương khác họ" được duy trì trong lịch sử triều Thanh. Cũng vì lý do này, các đời Hoàng đế triều Thanh luôn có ít nhất một Hoàng nữ hoặc Tông nữ Cách cách, được phong tước hiệu Công chúa và gả cho Vương công Mông Cổ hoặc người kế tục tước vị của họ. Bản thân hoàng tộc Ái Tân Giác La của triều Thanh cũng duy trì huyết thống Mông Cổ qua Hiếu Trang Văn Hoàng hậu, thuộc dòng dõi Khoa Nhĩ Thấm, có liên quan về huyết thống với các Hoàng đế nhà Nguyên và Thành Cát Tư Hãn. Một dạng khác là Đạt Ngõa Tề, người từng là Khả hãn của Hãn quốc Chuẩn Cát Nhĩ, sau binh bại mà bản thân cùng con cháu được thế tập tước hiệu Xước La Tư (綽羅斯) và được giữ lại kinh.
Trong khi đó, tuy cùng là Mông Cổ nhưng những người thuộc Mông Cổ Bát kỳ đã "thuần phục" nội trướng của Thanh triều và được trú ngụ theo quy chế Bát Kỳ tại kinh thành, do vậy đã bị Mãn hóa về ngôn ngữ lẫn phong tục. Đối lập với Ngoại phiên Mông Cổ và tương tự Mông Cổ Bát kỳ chính là Nội thuộc Mông Cổ (內屬蒙古), những bộ lạc Mông Cổ đã chịu quản lý trực tiếp bởi triều Thanh, điểm khác biệt là những người thuộc biên chế này vẫn giữ biên chế bộ lạc ở địa phương, tương đương quận hoặc huyện, thay vì được đưa vào Mông Cổ Bát kỳ, ví dụ cho trường hợp này có bộ tộc Sát Cáp Nhĩ.

## Quốc gia đồng văn

### Việt Nam
Trong lịch sử Việt Nam, thời kỳ trước khi các triều đại mang hướng Hoa Hạ xuất hiện cũng không có ghi chép gì quá đặc biệt. Thời huyền huyễn Hùng vương, căn cứ Lĩnh Nam chích quái cùng Đại Việt sử ký toàn thư đều có ghi chép:「"Vương tử gọi là Quan lang"; 王子曰官郎」, nhưng những thông tin này đều đã bị Hán hóa bởi các triều đại sau, bản chất thật sự của nó không rõ ràng. Kể từ thời nhà Đinh về sau, Việt Nam áp dụng chế độ mô phỏng Trung Hoa, các vị Vua xưng Hoàng đế, dùng lễ pháp Thiên tử đứng đầu các chư hầu, cho nên các con của Vua đều xưng Hoàng tử.
Về phong tước hiệu, đa phần sẽ có ba hạng mức:
- Đại vương (大王);
- Thân vương (親王);
- Hầu (侯) / Thượng vị Hầu (上位侯);

Trong đó các tước Vương chiếm nhiều nhất, phong Hầu cho các Hoàng tử thì đa phần do Hoàng tử xuất thân thấp, hoặc là hậu duệ của Hoàng tử. Các triều đại ban đầu cũng phong Vương cho tất cả các Hoàng tử, như Lê Đại Hành tiến hành phong Vương cho các con trai, riêng các con trai lớn như Hoàng thái tử Lê Long Thâu cùng Lê Long Đĩnh có hiện tượng phong "Đại vương", vị thứ cao hơn Vương tước thông thường. Thời nhà Lý, có hiện tượng nhiều Hoàng hậu, do vậy các "Đích tử" do Hoàng hậu sinh ra đều phong làm "Vương", mà các con do Phi tần sinh ra đều phong tước Hầu, không xuất hiện vị hiệu "Đại vương" như thời Tiền Lê. Nhà Tiền Lê và Lý cũng có tình trạng phong tước Vương cho Trữ quân, như Lý Thái Tông vốn có tước "Khai Thiên vương", Lý Thánh Tông vốn có tước "Khai Hoàng vương" khi chưa lên ngôi. Sang đến nhà Trần, Hoàng đích trưởng tử làm Hoàng thái tử, cư ở Đông cung mà không thụ tước, các Hoàng tử khác thường đều phong Vương, các Hoàng thứ tử có mẹ xuất thân thấp thì phong "Thượng vị Hầu", các con trưởng thừa kế của Hoàng tử Vương lại phong "Vương" như cha, còn lại phong "Thượng vị Hầu" như các Hoàng thứ tử. Ngoài ra, triều Trần còn cho khôi phục lại tước hiệu "Đại vương", nhưng thường dùng cho anh em trai của Hoàng đế, hoặc là truy phong sau khi mất.
Huy hiệu tước phong Vương của các Hoàng tử từ Trần về trước căn bản là mỹ tự, ví dụ như "Khai Thiên vương" rồi "Phụng Càn vương"; cá biệt có Trần Liễu thụ phong thực ấp lấy tên một ấm phong làm hiệu, gọi là "An Sinh vương"; hoặc mang tên Tiểu quốc nhưng chỉ tượng trưng như Đinh Toàn thụ phong "Vệ vương", hai Hoàng tử Thiệu Lý cùng Thiệu Huân của Long Đĩnh được phong "Sở vương" bên Tả và "Hán vương" bên Hữu,... Triều đình Việt Nam các triều Tiền Lê cùng Lý đều áp dụng thực ấp, đa phần là quận, huyện hoặc hương xã gộp lại để gia phong. Các Hoàng tử đều có thực quyền nhất định tại các ấp phong mà mình quản lý, thỉnh thoảng mới cần vào chầu, đến nỗi Thái tử Lê Long Việt giành ngôi trong 8 tháng rồi bị Lê Long Đĩnh giết chết, Lý Thái Tông phải trải qua "Họa Tam vương" vất vả mới lên được bảo tọa, cũng đủ cho thấy thế lực Phiên trấn Thân vương đều mạnh mẽ. Thời nhà Trần dùng chính sách 「"Hương để"; 鄉邸」, tức "Để trạch ở hương", khi triều cận thì về kinh sư, mà không có việc thì lại trở về, như Trần Nhật Duật ở Thanh Hóa, Trần Quốc Khang ở Diễn Châu, Trần Quốc Tuấn ở Vạn Kiếp, Trần Quốc Chẩn ở Chí Linh,.v.v... So với Lê-Lý thì nhà Trần dùng Hoàng tộc nắm việc trung ương quốc gia nhiều hơn, các Tông thân có tuổi cao, thân cận với Hoàng đế thì ngoài có đất phong còn đảm nhiệm chức Tể thần, đều xưng "Quốc công" và ở lại trong kinh. Các Phiên vương Công hầu họ xa đời Trần đều tự có thế lực riêng như vậy, cho nên khi quân Mông-Nguyên vào đánh thì đều có thể nhanh nhạy huy động quân sĩ, hoặc khi Hồ Quý Ly cướp ngôi, rồi nhà Minh xâm chiếm, các Phiên hầu là Giản Định Đế cùng Trùng Quang Đế cũng có thể duy trì phản kháng chứ không bị diệt hoàn toàn, chính Lê Quý Đôn khi chép đến đây trong Đại Việt thông sử tán dương:「"Thế thì hiệu quả của Phiên vương cũng có thể thấy được"」.
Thời nhà Hậu Lê, anh em thì ít mà con cháu trong họ còn nhỏ, ít quân công, so với công thần vì giúp rập dựng quốc hiển hách, thì trong hoàng tộc nhà Lê khi ấy không có mấy ai thụ phong tước hiệu, càng miễn bàn chia đất đai trấn giữ. Sau thời đại Hồng Đức, triều Lê quy định tỉ mỉ tước hiệu Tông thân, có tình trạng lạm phong vượt hơn cả triều Minh vì hậu duệ chi xa cũng được quy định phong tước. Tuy định phong tước tỉ mỉ hơn, thế nhưng đó là bởi vì triều Lê lại không áp dụng "Thế tập võng thế", mà sớm quy định giáng phong qua các đời. Căn cứ Lịch triều hiến chương loại chí thì chia ra hậu duệ của Hoàng thái tử cùng hậu duệ của Hoàng tử, trong khi tất cả Hoàng tử phong Thân vương, thì con cái của họ cùng con cái của Hoàng thái tử cũng có phong tước xuống. Sau khi qua khỏi phạm vi thì chỉ còn giữ thân phận "Tông thân", nếu không có tiến thủ thi làm quan hoặc có công trạng thì cũng bị xét ngoài hoàng tộc. Có tổng 12 bậc dành cho hậu duệ của Hoàng thái tử và Thân vương, bao gồm:
| Hoàng thái tôn (皇太孫) | Con trưởng của Hoàng thái tử                                        |
| Hoàng tằng tôn (皇曾孫) | Con trưởng của Hoàng thái tôn                                       |
| Tự Thân vương (嗣親王)  | Con trưởng của Thân vương                                           |
| Công tước (公爵)        | Những người con khác của Hoàng thái tử và Thân vương                |
| Hầu tước (侯爵)         | Con trưởng của Tự Thân vương và Công tước                           |
| Bá tước (伯爵)          | Những người con khác của Hoàng thái tôn, Tự Thân vương và Công tước |
| Tử tước (子爵)          | Con trưởng của Hầu tước cùng Bá tước                                |
| Nam tước (男爵)         | Những người con khác của Hầu tước cùng Bá tước                      |
| Tá quốc sứ (佐國使)     | Các con của Tử tước cùng Nam tước                                   |
| Phụng quốc sứ (奉國使)  | Các con của Tá quốc sứ                                              |
| Dực quốc sứ (翼國使)    | Các con của Phụng quốc sứ                                           |
| Lượng quốc sứ (諒國使)  | Các con của Dực quốc sứ                                             |

Triều Lê khác với Lý-Trần, lại quy định lấy tên đất hiện hữu trên lãnh thổ để làm hiệu cho tước phong Vương, không hẳn chỉ là mỹ tự. Theo đó, tước Thân vương lấy 1 chữ từ tên phủ (đất phong) làm hiệu, như phủ Kiến Xương thì lấy hiệu "Kiến vương"; kế thừa Thân vương là Tự Thân vương thì lấy 2 chữ tên huyện làm hiệu, như huyện Hải Lăng thì là "Hải Lăng vương". Từ tước Công trở xuống đều lấy mỹ tự, như "Triệu Khang công", "Vũ Uy hầu", "Ninh Đức bá",.v.v.. Còn từ Tá quốc sứ trở xuống đều là chức danh vinh hàm, không dùng phong hiệu. Điều này nhằm phân biệt với tước phong của công thần, khi toàn bộ phong tước của quan viên; từ tước Quốc công, tước Quận công đến tước Nam; đều lấy tên đất làm hiệu. Trong đó hai tước Công chỉ lấy một chữ, là "X Quốc công" hoặc "Y Quận công"...
Thời Lê Thái Tông, các Hoàng tử còn nhỏ lại ít, nên còn chia đất và lấy tên đất làm phong hiệu, song vẫn không có dấu hiệu chia đất mà đều ở tại kinh sư, đến nỗi Lạng Sơn vương Lê Nghi Dân tự mình làm cung biến. Từ đời Lê Thánh Tông, Tông thân Vương hầu đều được quy định tước hiệu, ban cho phủ để trạch viên làm nơi sống, đất ăn lộc đều là ruộng, gọi là "Ruộng thế nghiệp" để truyền thừa vĩnh viễn, ngoài ra còn có "Đất thế nghiệp" cùng các bãi dâu, bãi đầm, ruộng tế, hộ mắm hộ muối cùng đất ăn lộc theo hộ được gọi là "Thực phong". Tuy quy định rõ ràng hậu hĩnh đãi độ, nhưng Hoàng tử triều Lê không có hiện tượng tập tước vĩnh viễn, tuy con cháu đều được quy định cụ thể song lại là giảm dần theo thời, trừ phi có quân công thì mới duy trì. Thế nhưng các Hoàng tử triều Lê đối với việc can thiệp vào ấp dân sinh mà mình được phong cũng không có quyền, cũng không được trau dồi qua đảm nhiệm chức vụ, nên ["Tông thân không tài cán, ít tham dự chính sự"] cũng là một thực trạng của Tông thân Vương hầu triều Lê. Đây cũng là vì sự kiện Lê Nghi Dân khi xưa, không chỉ giảm thực quyền của Phiên vương mà còn hạn chế họ góp sức cho triều đình. Tình trạng này của Hoàng tử Phiên vương thời Lê khiến Lê Quý Đôn khi bình luận chuyện này trong "Đế hệ truyện" của Đại Việt thông sử cũng than vãn:「"Nếu có tài nghệ như Hưng Đạo, đức lượng của Chương Túc thì cũng không được tự vào yết kiến, huống hồ còn hy vọng gì để lập công phò giúp nhà Vua được?! Cho nên cái thế che chắn của Vương hầu làm sao có nữa"」.
Giữa triều Lê có nhà Mạc soán vị, phong tước của triều Mạc đại để đều như đời Lê, song các Hoàng tử đều đảm đương chính sự, không vì tị hiềm mà cản trở Tông thân giúp đỡ Hoàng đế, ví dụ có Khiêm vương Mạc Kính Điển. Sau khi Lê triều đến thời Trung hưng, Chúa Trịnh nắm quyền mà Chúa Nguyễn cát cứ, một ép Lê Đế phong tước Vương thế tập, một nhận thụ phong tước Quốc công; con của chúa Trịnh đều xưng Vương tử, mà các con của chúa Nguyễn không đề cập chính thức. Khi luận phong tước, các Vương tử cùng Vương tôn họ Trịnh đều án theo tước hiệu quý tộc mà phong, như sắc lệnh vào năm Hoằng Định thứ 15 (1614) triều Lê Kính Tông như sau:
| “                                                                                        | Giáp Dần, Hoằng Định năm thứ 15, (Minh Vạn Lịch năm thứ 42). Mùa hạ, tháng 6, sắc phong các vương tôn là Trịnh Trượng làm Liêm quận công, Trịnh Tạc làm Vinh quận công, Trịnh Đồ làm Hương quận công, Trịnh Bảng làm Hội quận công, Trịnh Trân là Phổ quận công, Trịnh Liêm làm Lãng quận công, Trịnh Thức làm Luân quận công, Trịnh Lệ làm Hoà quận công. Mùa thu, tháng 9, phong vương tử là Trịnh Lệ làm Quỳnh quận công. Lấy Hình khoa đô cấp sự trung Nguyễn Hữu Tác làm tham chính Hải Dương. | ” |
| — Đại Việt sử ký Toàn thư bản Tục biên - Quyển XVIII - Kỷ nhà Lê, Kính Tông Huệ Hoàng đế | |   |

Thời nhà Nguyễn, tổng cộng có 21 tôn tước cho Hoàng tử Tông thân, thế nhưng chủ trương của triều đình nhà Nguyễn lại quản lý vị hiệu rất chặt, còn chặt chẽ hơn cả chế độ triều Thanh, cho nên tình trạng tước phong của triều Nguyễn hết sức gắt gao và bản thân triều đại này cũng có phương thức thừa kế tước hiệu rất phức tạp. Về cơ bản, tước phong cho Hoàng tử triều Nguyễn chia làm hai hạng:
- Hoàng tử Vương: gồm những Hoàng tử mang tước Thân vương (親王) cùng Quận vương (郡王);
- Hoàng tử Công: tức Hoàng tử mang tước Công, cơ bản là ba tước đứng đầu là Thân công (親公), Quốc công (國公) và Quận công (郡公);
- Trong các tước hiệu chính thức, ở dưới tước Quận công thực tế còn hai tước Công nữa là Huyện công (縣公) cùng Hương công (鄉公), sách Đại Nam hội điển có ghi vốn "Hương công" là mức phong tối thiểu cho Hoàng tử, hoặc Hoàng bá thúc cùng Hoàng huynh đệ của Hoàng đế.

Các vị Hoàng tử chỉ được phong tước khi đủ 15 tuổi, tuy nhiên không được phong vào hai hàng tước Vương ngay như triều Lê, mà thường chỉ đến "Thân công", tất cả đều xét theo kết quả học hạnh của từng người, đây gọi là Khảo phong (考封). Tên hiệu của tước phong đều lấy 2 chữ từ tên tỉnh, phủ hoặc huyện của thực ấp được chọn, riêng tước Quốc công chỉ lấy 1 chữ đầu hoặc cuối, cũng không giữ chữ "Thân" như triều Thanh. Lấy ví dụ xét Hoàng tử A có ấp phong là tên của địa phương XY, ban đầu phong tước Quận công sẽ đầy đủ là "XY Quận công", khi lên Quốc công sẽ là "X Quốc công" hoặc "Y Quốc công", đến Thân công thì lại trả về "XY công".
Triều Nguyễn cũng không áp dụng thế tước hiển nhiên như triều Lê, chỉ có 1 hậu duệ của Hoàng tử là có thể kế thừa tước hiệu, hơn nữa lại còn giáng tước, nếu muốn nhiều người con được phong tước hơn thì bản thân người con ấy phải có phấn đấu, hơn nữa thành quả khác nhau cũng chia ra kết quả tước phong có thể được phong cũng khác nhau, chứ không phải "Chỉ vì là con của Hoàng tử nên gia tước X" như triều Lê cùng các triều đại trước áp dụng. Cách thức thừa kế tước hiệu của Hoàng tử triều Nguyễn được chia ra làm hai phương thức:
- Ân phong (恩封): đem một tước vị khác cho con trai của Hoàng tử, nhưng tước phải thấp hơn cha, ví dụ như Hoàng tử phong "đất A tước Công" thì con là "đất B tước Hầu", trường hợp này thường là do cha có công lao nên đặc ban.
- Tập phong (袭封): lấy nguyên tên cũ của Hoàng tử mà giáng tước thấp hơn, như Hoàng tử là "đất B tước Công" thì người con là "đất B tước Hầu", nếu có công đáng kể thì có thể giữ nguyên tước hay thậm chí cao hơn, song dưới triều Nguyễn thì đã không xảy ra. Đây là phương thức thừa tước cơ bản của các Hoàng tử Công, thông thường chỉ có 1 người con được ban.

Điểm đặc biệt là chế độ "Ân phong" lẫn "Tập phong" triều Nguyễn, chính là có thể thực hiện khi Hoàng tử còn sống chứ không nhất thiết Hoàng tử qua đời thì con cái mới kế thừa tước vị, đặc biệt "Tập phong" lại vốn là lấy nguyên tước của cha giáng phong. Ví dụ người con cả là Hồng Tuấn cùng con thứ 7 là Hồng Hạo của Thọ Xuân vương Miên Định, cả hai đều "Ân phong" cùng "Tập phong" ngay cả khi Thọ Xuân vương còn sống. Những người con còn lại không theo lệ thừa kế trên, đều phải tham gia "Khảo phong" như các Hoàng thúc Hoàng tử khác, thế nhưng tỉ lệ những người này đạt tước gần như là không có. Cho nên quy tắc thừa tước triều Nguyễn thậm chí còn khó khăn hơn cả triều Thanh. Về thực ấp thì cũng như triều Lê, triều đình nhà Nguyễn cũng không cho Hoàng tử Tông thân quyền quản hạt mà cấp lương bổng cùng đất ruộng để ăn lộc, phủ đệ Hoàng tử Tông thân cũng đều tập trung lại các khu vực quanh kinh thành. Vì xét phong tước vị rất khắt khe, mà Hoàng tử triều Nguyễn lại có rất nhiều, cho nên có rất nhiều Hoàng tử sau khi Hoàng đế qua đời, trở thành "Hoàng đệ" hay "Hoàng thúc" của triều tiếp theo mới được ban phong, thậm chí có rất nhiều người sau khi qua đời mới được truy tặng, hoặc không có tước phong mà chỉ có thụy hiệu. Về sau, nếu vị Hoàng tử Công ấy có công trạng, như giúp rập triều chính thì mới dần phong lên "Quận vương" rồi cao nhất là "Thân vương", ví dụ Tuy Lý vương Miên Trinh đều trải qua ba triều, tuổi cao công lớn, trong hàng Tông thất trở thành cây đại thụ cho nên mới dự phong tước Vương. Tuy vậy đây cũng là một dạng "tiêu chuẩn kép" của triều Nguyễn, vì công lao nên mới có tước cùng chức quyền, nhưng với tâm lý 「"Hoàng thân không dính chính trị"」, các Hoàng tử Tông thân cũng không có nhiều cơ hội lập công. Bên cạnh không cho kết thân với quan lại có thế lực, triều Nguyễn cũng không giao sự vụ quan trọng cho Tông thân mà cơ quan chính mà họ đảm nhiệm là chức Lệnh của Tông Nhân phủ, do đó tình trạng hưu nhàn không góp được nhiều sức cho Hoàng đế vào thời Nguyễn cũng giống với triều Lê khi trước.
Các vị Hoàng tử khi chưa phong tước, cũng như các Hoàng tử đời Thanh, đều có địa vị cao hơn các quan viên, bên cạnh đó bất luận đã phong tước hay chưa phong, các Hoàng tử đều phải cung kính trưởng bối. Điều này có nghĩa, ai là "Hoàng thúc" - tức Hoàng đệ của Hoàng đế - thì sẽ vai trên các Hoàng tử, cho dù Hoàng thúc chưa phong tước và Hoàng tử đã được phong tước Công. Vấn đề "địa vị ở trên mà không kể tước vị" này, cơ bản như các Hoàng tử triều Thanh ở trên tất cả, thế nhưng triều Nguyễn có lịch sử anh em đùm bọc nhau từ khi khai quốc mà không đấu đá đẫm máu như triều Thanh, cho nên tôn ty chú cháu giữa các Tông thân được duy trì. Sắc lệnh triều Tự Đức càng ghi rõ việc này:
- 「"Như hàng chú là tôn, hàng cháu là ty, dẫu cùng ngang hàng mà thứ tự phải có người nhiều tuổi người ít tuổi, dẫu phong tước không giống nhau (như Thân vương, Quận vương, Quốc công, Quận công v.v…), mà người vai dưới phải kính nhường người vai trên. Phàm việc gì đều phải kính nhường không lấy tước mà bàn hơn kém"」.

### Nhật Bản

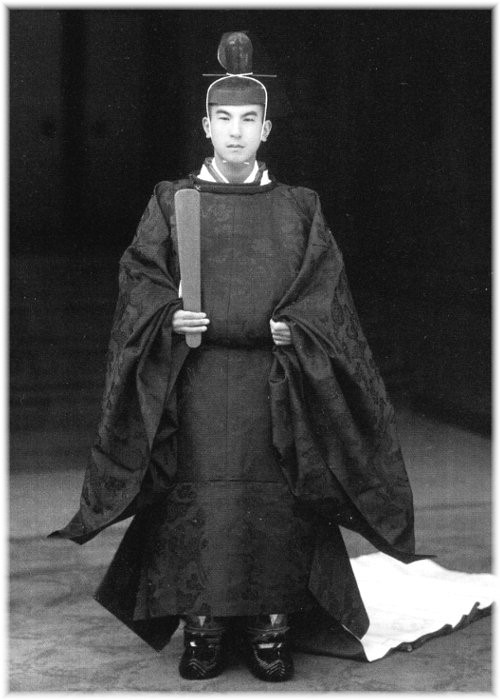
Trang phục Sokutai (Thúc đới; 束帯) của Hoàng tử Nhật Bản.

Tại Nhật Bản, từ khi tiến hành áp dụng Luật lệnh chế, các Hoàng tử được nhận phong hiệu "Thân vương", kèm theo một đại lễ được gọi là 「Thân vương tuyên hạ; 親王宣下」. Bậc Thân vương được chia từ Nhất phẩm cho đến Tứ phẩm, Hoàng tôn đến cháu 4 đời phong "Vương"; khi nhận tước hàm thì bọn họ đều có đất phong điền trang, lương bổng theo chế ngành hay thậm chí là lính hộ vệ. Nếu vị Thân vương ấy vì phạm tội mà bị tước đi phẩm vị, xưng 「"Vô phẩm Thân vương"; 無品親王」. Có một thời kỳ đặc thù khi hoàng quyền Nhật Bản bị suy yếu, chỉ có con của Hoàng hậu thụ phong Thân vương do lễ nghi cùng chi phí làm lễ Tuyên hạ trở nên quá đắt, các Hoàng tử do cung phi sinh ra đều là "Vương" như các Hoàng tôn.
Các Thân vương rất thường hay xuất gia, và bọn họ đều được gọi là 「Nhập đạo Thân vương; 入道親王; にゅうどうしんのう」, riêng những Thân vương được phong sau khi đã xuất gia thì sẽ được gọi là 「Pháp Thân vương; 法親王; ほっしんのう」. Từ thời Minh Trị, con cháu trực hệ 3 đời của một Thiên hoàng đều được đặt cách phong Thân vương, từ phạm trù này trở đi thì phong Vương.
Về huy hiệu, Hoàng tử Thân vương cùng Vương thường dùng tên thật làm hiệu, ngoài ra còn có khái niệm 「Ngự xưng hiệu; 御称号」 cùng 「Cung hiệu; 宮号」. Về tên thật, chữ thứ 2 trong tên thường có chữ 「"Nhân"; 仁」, nhất là từ thời Edo trở đi. Hoàng thất Nhật Bản còn lập ra khái niệm "Cung hiệu", cũng gọi Cung gia (宮家; みやけMiyake), theo lý giải dễ hiểu thì chính là tình trạng phân gia chia nhà của hoàng thất, những Cung gia này tồn tại như là một nhánh Tiểu tông của gia đình Thiên hoàng và có tính truyền thừa dành cho Hoàng tử. Điều này cũng như chuyện Trung Quốc và Việt Nam chia Hoàng tử làm Phiên vương, mà từ hậu duệ Phiên vương lại có nhánh riêng. Xuất xứ của Cung hiệu ở tận thời Kamakura, thành tố nhận biết là 「○○宮」, với ○○ là tên có từ 1 đến 3 chữ Hán. Kể từ Thiên hoàng Go-Mizunoo, các Hoàng tử lẫn Hoàng nữ chưa thành niên hoặc chưa kết hôn đều có tên gọi là "Ngự xưng hiệu", cách đặt tên đều y như Cung hiệu, có thành tố chữ Hán là "Cung" ở cuối. Sau khi trưởng thành, cái tên này không thường gọi nữa, mà tên chính thức có trên tước hiệu Thân vương hoặc Vương trở thành tên thật. Hiện tại lấy ví dụ, Thu Tiểu cung Văn Nhân thân vương, trong đó Thu Tiểu cung (秋篠宮 Akishino-no-miya) là "Cung hiệu", Văn Nhân (文仁 Fumihito) là tên chính thức, còn "Ngự xưng hiệu" khi còn nhỏ của ông vốn là Lễ Cung (禮宮 Aya-no-miya).
So với các quốc gia đồng văn khác, chế độ "Cung gia" là đặc trưng nhất của các Hoàng tử Tông thân của Nhật Bản. Theo nhìn nhận chung, kể từ Hoàng tử Hằng Minh Thân vương của Thiên hoàng Kameyama thiết lập nên Cung gia của mình là 「Thường Bàn Tỉnh cung; 常盤井宮」, cùng Hoàng tử Bang Lương Thân vương của Thiên hoàng Go-Nijō lập nên 「Mộc Tự cung; 木寺宮」, thì chế độ Cung gia truyền thừa đã chính thức bắt đầu. Hai vị Thân vương trên nguyên bản có quyền kế vị, nhưng vì sự kiện nội chiến hoàng gia được gọi là "Lưỡng thống điệt lập" (兩統迭立; りょうとうてつりつRyoto Tetsuritsu), hai vị Thân vương này không thể tranh đoạt Hoàng vị, họ sở hữu sơn trang và đồn điền đủ để bản thân an nhàn, từ đó truyền lại Cung gia và cho con cháu đời sau hưởng. Từ thời Azuchi-Momoyama, hoàng thất ngày càng yếu thế, Cung gia không thể tồn tại nếu không có tiền tài do hoàng gia tương trợ. Khi thời Edo được thiết lập, có 4 Cung gia lớn được duy trì theo hệ thống Shinnōke, chính thức cho quyền thế tập và 「"Thân vương tuyên hạ"」. Bởi vì chỉ Hoàng tử của Thiên hoàng mới có tước Thân vương và "Thân vương tuyên hạ", nên vị hiệu này thập phần cao, chế độ Cung gia khi đã cho truyền thừa, thì người thừa kế nghiễm nhiên cũng thụ hưởng "Thân vương tuyên hạ" mà tập tước. Bốn cung gia đó là Quế cung, Hữu Tê Xuyên cung, Nhàn Viện cung và Phục Kiến cung, trong đó Phục Kiến cung là hậu duệ Thiên hoàng Sukō thời Nam Bắc triều, tồn tại hơn 500 năm, đến tận sau Thế chiến thứ 2 phải thoát ly hoàng tịch. Trong lịch sử cũng gọi là 「Tứ Thân vương gia; 四親王家」 hoặc 「Định Thân vương gia; 定親王家」.
Từ thời Minh Trị, nhiều Cung gia cũng được thiết lập, nhưng dần hạn chế kế thừa. Sau thời kỳ Thế chiến thứ 2, tài chính hoàng gia suy thoái, nhiều Cung gia nhánh nhỏ phải bị triệt đi, Hoàng tử Tông thân thoát ly thân phận hoàng gia cũng phổ biến. Người lãnh đạo của Cung gia, tức Đương chủ (當主), thông thường đều phải là nam, nhưng từ thời Minh Trị đã có hiện tượng nếu người nam qua đời mà không có nam duệ, thì người vợ có thể thay làm chủ. Hiện tại Hoàng gia Nhật Bản có hai Cung gia đương chủ là nữ, Thân vương phi Yuriko của Tam Lạp cung cùng Thân vương phi Hisako của Cao Viên cung.

### Bán đảo Triều Tiên
Còn tại Bán đảo Triều Tiên, các vị Vua từ Tam Quốc đến nhà Triều Tiên về sau đều xưng "Vương", do vậy các con trai được gọi là Vương tử (王子; 왕자Wangja).
Ban đầu nhà Triều Tiên áp dụng chế độ nhà Cao Ly, phong tất cả con trai tước hiệu là 「Quân; 君; 군gun」, thậm chí con rể cũng dự được, như Phò mã Lý Tế Phong (李济封) của Triều Tiên Thái Tổ thụ phong "Hưng Yên quân",... Cũng vì đời đầu Triều Tiên không ổn định, Thái Tổ cho áp dụng chế độ 「"Gia biệt xích"; 加彆赤」 - có nghĩa "Hộ quân", nam tráng không phục vụ binh dịch nữa mà lĩnh chủ Tư binh, điều này giống Minh Thái Tổ lệnh các Hoàng tử Vương của mình lĩnh quân đội, đều là do quốc gia buổi đầu không ổn định.
Năm Thái Tổ thứ 7 (1398), Trịnh Đạo Truyền thỉnh áp dụng chế độ nhà Minh, phân Vương tử ra các nơi trấn giữ, cũng như tước bỏ toàn bộ binh quyền. Cũng năm đó tháng 8, xảy ra Mậu Dần tĩnh xã, tháng 9 liền đặt lại tước hiệu cho các Vương tử, phong các Vương tử tước Công, Vương thất Tông thân tước Hầu, mà bách quan hàm Chính nhất phẩm đều phong tước Bá. Sau lại đến Triều Tiên Thái Tông năm đầu (1401), thấy tước Công, tước Hầu cùng tước Bá sẽ phạm đến vị hiệu tại Trung Nguyên nên triều đình đổi phong hiệu, do đó đổi tước Công làm "Phủ viện Đại quân", tước Hầu làm "Quân", tước Bá làm "Phủ viện quân". Phong hiệu đều lấy tên phủ, quận hoặc huyện.
Từ đó trở đi lại có lệ, Chính thất của Quốc vương là Vương phi nếu sinh ra con trai, thì các Vương tử này đều là "Đích tử" (嫡子), còn các Vương tử do Hậu cung tần ngự sinh ra đều là "Thứ tử" (庶子). Vương triều Triều Tiên Lý thị sùng Nho giáo, không chỉ phân Đích và Thứ, mà trong dòng Đích lại chia ra lớn hơn hoặc nhỏ hơn, có vị trí tối cao nhất trong các Vương tử là Đích trưởng tử, còn được gọi là 「Nguyên tử; 元子」. Bởi vì "Nguyên tử" luôn là thân phận được xác định ngồi ở vị trí Trữ quân nên thụ phong tước hiệu Vương thế tử, các Đích tử còn lại thụ phong 「Đại quân; 大君; 대군daegun」. Trong khi đó các Thứ tử, bất kể ai lớn hơn ai cũng không quan trọng, đều phong vị hiệu "Quân", phẩm trật cùng "Đại quân" tương đồng, đều là "Chính nhất phẩm" trong hệ thống hàm thự. Vì dòng dõi Vương thất Tông thân sẽ còn kéo dài, vương triều Triều Tiên cũng quy định địa vị con cháu của các Vương tử, bất kể là Vương tử Đại quân hay Vương tử Quân, hậu duệ khi tập tước chỉ phong tước "Quân" và cho chức quan trong triều, cụ thể thì:
- Đích trưởng tử của Vương tử, Đích trưởng tôn của Vương: trước khi tập tước gia phong chức quan hàm "Tòng nhị phẩm", sau khi tập tước lên quan "Tòng nhất phẩm". Các Đích tử còn lại phong "Chính tứ phẩm", Thứ tử do lương thiếp sinh ra phong "Tòng tứ phẩm";
- Đích trưởng tôn của Vương tử, Đích trưởng tằng tôn của Vương: trước khi tập tước gia phong chức quan hàm "Chính tam phẩm", sau khi tập tước lên quan "Chính nhị phẩm". Các Đích tôn còn lại phong "Tòng tứ phẩm", Thứ tôn do lương thiếp sinh ra phong "Chính ngũ phẩm";
- Đích trưởng tằng tôn của Vương tử, Đích trưởng huyền tôn của Vương: trước khi tập tước gia phong chức quan hàm "Tòng tam phẩm", sau khi tập tước lên quan "Tòng nhị phẩm". Các Đích tằng tôn còn lại phong "Chính ngũ phẩm", Thứ tằng tôn do lương thiếp sinh ra phong "Tòng ngũ phẩm";

Có thể thấy, tước phong mà Vương thất Tông thân có thể duy trì chỉ có thể trong vòng "Tằng tôn" (cháu 3 đời) đối với Vương tử, và "Huyền tôn" (cháu 5 đời) đối với Quốc vương, ngoại trừ phạm vi này thì đều không xét phong tập tước. Ví dụ cụ thể, lấy hậu duệ của Lân Bình Đại quân - Đích tam tử của Triều Tiên Nhân Tổ.
- Đích trưởng tử Lý Hữu phong Phúc Ninh quân (福寧君; 복녕군).
  - Đích thứ tử của Phúc Ninh quân là Lý Hạ phong Nghĩa Nguyên quân (義原君; 의원군).
    - Đích thứ tử của Nghĩa Nguyên quân là Lý Thục phong An Hưng quân (安興君; 안흥군).
      - Đích trưởng tử của An Hưng quân là Lý Trấn Dực [李鎭翼], đã qua "Đích trưởng huyền tôn" của Quốc vương nên không phong tước. Sau khi Lý Trấn Dực tham gia khoa cử, có được chức quan nhưng cũng không phong tước.
        - Con trai của Lý Trấn Dực là Lý Bỉnh Nguyên [李秉源], sinh ra Lý Cầu [李球; 이구]. Sau đó Thứ tử của Trang Hiến Thế tử là Ân Tín quân vô tự, Lý Cầu được đem qua là con thừa tự cho Ân Tín quân, được thụ phong tước "Quân" vì là "Tằng tôn" của Anh Tổ, tức Nam Diên quân (南延君; 남연군). Con trai thứ 4 của Nam Diên quân là Hưng Tuyên Đại Viện Quân - sinh phụ của Triều Tiên Cao Tông.

Sang thời Đại Hàn Đế quốc, Cao Tông xưng Hoàng đế, các vị Vương tử trở thành Hoàng tử nên cũng được phong Vương, như con trai thứ 5 của Cao Tông là Nghĩa Hòa quân Lý Câu (李堈), thụ phong 「Nghĩa Thân vương; 義親王」, hay con trai thứ 7 là Lý Ngân cũng thụ phong 「Anh Thân vương; 英親王」.

### Lưu Cầu
Vương quốc Lưu Cầu thuộc về một phần Nhật Bản hiện tại, song từ xưa đã có biệt lập riêng trong hệ thống đồng văn chữ Hán. Các vị Vua của quốc gia này đều xưng tước hiệu Vương, nhận tất cả các sắc phong ban tước từ triều Minh và triều Thanh với tư cách chư hầu, do đó con trai của các vị Vua cũng xưng thành Vương tử. Các vị Vương cùng Vương tử của Lưu Cầu đều có kính xưng "Gia na chí" (加那志; ガナシganasi), riêng Vương tử có biệt xưng 「Oji; オージ」, đây vừa là danh xưng mà cũng vừa là cấp bậc tại Lưu Cầu.
Ban đầu, Lưu Cầu là một quốc gia được cai trị bởi các Án ti cát cứ, các vị Vua của Lưu Cầu cũng đều được xưng "Án ti", khi giao hảo với nhà Minh mới dùng tôn hiệu là Vương. Kể từ vương triều Thượng thị thứ nhất, khi các vị Vua của Lưu Cầu ý thức được và tiến hành thiết lập quân chủ tập quyền, con trai của các vị Vua tại Lưu Cầu được gọi là "Án ti" như các vị lãnh chúa địa phương khác, nhưng với một chút khác biệt ở âm tiết là 「Anji; アンジ」, Hán văn gọi là "Vương tử", còn các thế lực địa phương khác trong lãnh thổ được gọi là 「Aji; アジ」. Từ khi thành lập vương triều thứ hai, chế định thân phận tôn tước của quốc gia này ngày càng được ghi chép rõ ràng, các vị Vương tử do Chính thất sinh ra, tức "Đích tử", được gọi là 「Trực vương tử; 直王子Choku ōji」, trong khi Thiếp hầu sinh ra đều là 「Dịch vương tử; 脇王子Waki ōji」. Lúc này "Anji" hay "Aji" lại nói đến Án ti một cách rõ ràng, không còn nhập nhằng với Vương tử nữa.
Ngoại trừ người thừa kế liền trở thành "Trung Thành vương tử" - tức Vương tử ở đất Trung Thành - thì các Vương tử khác đều sẽ thụ đất phong, nhưng thân phận "Vương tử" chỉ do con trai hoặc anh em trai của Quốc vương nắm giữ, tất cả hậu duệ của Vương tử đều là "Án ti" và từ đây mới tập tước. Căn cứ chế độ, Vương tử cùng các Án ti đều có vị phẩm cao hơn hết thảy "Cửu phẩm Thập bát giai" của Lưu Cầu, đều có tư cách lãnh đất phong theo cấp bậc "Gian thiết" (間切; マジリ) tương đương phủ hoặc quận của Lưu Cầu, tùy vào địa vị mà được gọi là "Vương tử địa đầu" (王子地頭) hay "Án ti địa đầu" (按司地頭). Cũng như trường hợp Trung Thành vương tử, các Vương tử cùng Án ti khi thụ đất phong thì sẽ được gọi theo tên đất phong. Các nơi ở của Vương tử cùng Án ti được gọi là 「Ngự điện; 御殿; ウドゥンUdun」, ví dụ như vị Vương tử ở Nghi Dã Loan (Nghi Dã Loan vương tử) thì có phủ đệ được gọi là 「"Nghi Dã Loan ngự điện"」. Chức vụ Nhiếp chính là chức vụ quan lại tối cao nhất của Lưu Cầu, thường do Vương tử hoặc Án ti đảm nhiệm, là bậc "Vương tử", tức nếu Án ti đảm nhiệm chức vị này thì liền sẽ liệt vào hàng Vương tử, đây được gọi là 「"Tòng vương tử"; 從王子」. Căn cứ chế độ ban đầu của thời kỳ vương triều thứ hai, tất cả con trai của Án ti đều thụ phong Án ti, nhưng từ thời Thượng Trinh vương (Shō Tei), chỉ có con nối dõi chính thức của Án ti mới được gọi là Án ti và kế thừa gia nghiệp, cũng là bởi vì tình hình kinh tế khi ấy của Lưu Cầu đã quẫn bách. Ngoài ra, trong vòng 7 đời của một nhà Án ti nếu có cống hiến lớn thì có thể được lên bậc Vương tử, nếu ngược lại thì sẽ bị hạ xuống làm bậc "Thượng cấp Sĩ tộc" (上級士族), từ Chính nhất phẩm đến Tòng tứ phẩm trong hệ thống khanh tước của Lưu Cầu, tức là sẽ chỉ còn là Sĩ phu quý tộc, không còn thân phận hậu duệ Quốc vương nữa.
Các vị Vương tử của Lưu Cầu khi vừa sinh ra sẽ có 「Đồng danh; 童名」 - có nghĩa là tên lúc nhỏ, tương tự Ấu danh; sau đó từ 5 tuổi bắt đầu đặt 「Đường danh; 唐名」- ý chỉ các tên theo kiểu chữ Hán, đôi khi còn có 「Hòa danh; 和名」 là tên theo ngôn ngữ Nhật Bản. Tại Lưu Cầu, chỉ có các vị Quốc vương cùng Vương tử là những người có tư cách hưởng họ 「Thượng; 尚」, còn Án ti và hậu duệ chỉ có thể là 「Hướng; 向」, nếu được ban địa vị Vương tử thì mới có thể được dùng họ Thượng. Ngoài ra, cả Vương tử Thượng thị hay Án ti Hướng thị đều có 「Danh thừa; 名乗; ナヌイnanui」, biểu hiện ở chỗ Bối tự chữ đầu trước tên là chữ 「"Triều"; 朝」, ví dụ Thượng Chu - con trai thứ ba của Thượng Mục vương có tên "Triều Nghi" (朝宜). Ban đầu những quy định này không có, chỉ từ khi Thượng Trinh vương ban bố thống nhất tên tuổi dòng dõi Vương thất vào năm 1691 thì tất cả bọn họ mới đổi họ "Thượng" / "Hướng" cùng Danh thừa có chữ "Triều" như quy định.

## Bên ngoài Đông Á

### Châu Âu

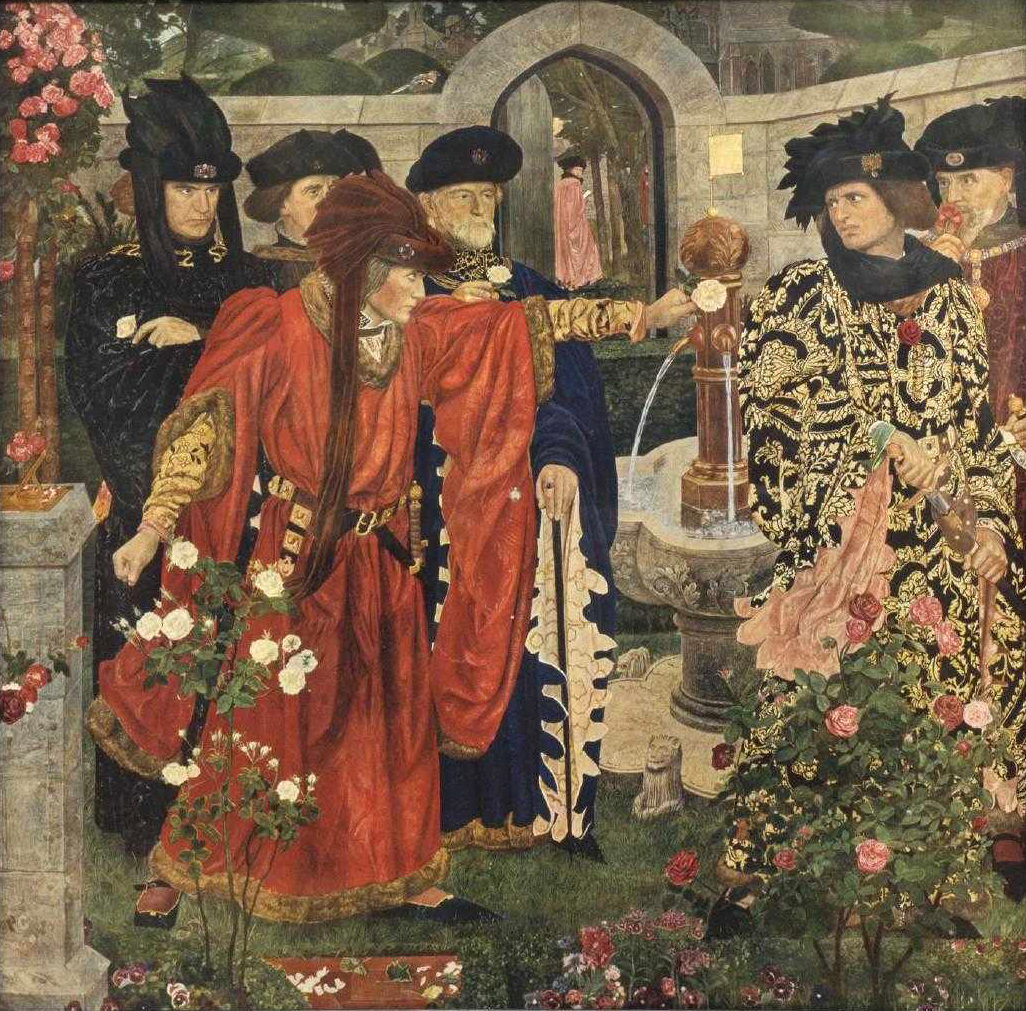
Các Vương công trong Cuộc chiến Hoa hồng.

Danh xưng con trai cùng hậu duệ nam giới của Vua chúa Châu Âu vốn không có từ mặc định. Cách gọi 「Prince」 mà hiện nay hay dùng đều có thể dịch là Hoàng tử hoặc Vương tử, có thể vừa là danh từ mang nghĩa chung chung "Con cháu Vua chúa", vừa là kính xưng (Courtesy title), lại vừa là tước hiệu truyền thừa (Hereditary title). Vào lúc "Prince" trở thành kính xưng, tức được để trước tên Thánh của người đó, thì nó được hiểu như một tôn tước biểu trưng hậu duệ trực hệ của Vua chúa hơn là một danh từ cụ thể. Cho nên kính xưng này luôn giữ nguyên "hình thái từ" mà không thay đổi thế hệ, dù người mang kính xưng này có thể là cháu nội cùng cháu cố của Quốc chủ.
Xét từ thời kỳ Hy Lạp cổ đại, các vị Vua có danh xưng Basileus, đều tương ứng Vương (King) hoặc Hoàng đế (Emperor) trong hệ thống tước hiệu. Khi ấy vẫn chưa có danh từ đặc thù thân phận dòng dõi Vua chúa nào như 「"Prince"」, mà khi đề cập đến thì ngoại trừ chức vị cụ thể thì chỉ được gọi chung chung là 「"Con trai của Basileus"」 hoặc kiểu đại khái hơn là 「"Con trai của Vua (tên gọi)"」. Khái niệm "Prince" trong các tài liệu tiếng Anh hiện đại về thời kỳ này cũng chỉ là một dạng danh từ thân phận, vì vậy các con trai của Basileus đều có thể dịch thành "Hoàng tử" hoặc "Vương tử" tùy trường hợp địa vị của người cha. Ví dụ Đế chế La Mã cùng Đông La Mã, các vị Vua của họ cũng đều là "Basileus", cùng một loạt các tôn xưng biểu thị sự độc tôn nên địa vị của họ đều tương ứng Hoàng đế, những người con trai của họ đều có thể gọi là "Hoàng tử", nhưng thời kỳ này vẫn có chiều hướng gọi chức vụ cụ thể của các vị Hoàng tử, như 「Despot; δεσπότης」. Thời kỳ La Mã này cũng là nguyên hình của từ 「"Prince"」, nhưng khi ấy nó chỉ đơn thuần là chức vụ của một bang, vẫn chưa được hiểu thành một từ chuyên dùng thân phận nam duệ của dòng dõi Vua chúa.
Đi theo sự thoái trào của La Mã là sự nổi lên của các Vương quốc Châu Âu. Những dòng dõi từ lâu đời như Vương thất Anh, vốn dĩ cũng không có kính xưng địa vị nào cho các con trai của Vua ngoại trừ tước hiệu quý tộc. Tại vương triều Pháp và các vương triều Châu Âu khác, cũng không có kính xưng gì cụ thể như triều đình Anh, những Vương tử cùng Vương tôn của Quốc vương nước Pháp đều được gọi chung chung là Fils de France - tức "Con trai nước Pháp". Những vị Vương tử Vương tôn, thậm chí Hoàng tử Hoàng tôn con cháu các Đế chế như Thánh chế La Mã cũng không có đặc xưng gì, đến tuổi thì họ sẽ lãnh chức vụ cụ thể kèm tước hiệu phong ấp, điều khiến dân chúng biết họ là "Hoàng thất Vương gia" cũng chỉ bởi vì ai cũng biết gia phả Hoàng triều. Khi đề cập đến 「"Prince"」, thì đều là một biệt xưng chỉ đến Vua, hoặc một vị Vua có lãnh địa bên dưới những vị Vua có tước 「"King"」. Xứ sở có dấu hiệu kính xưng dành cho thành viên Vua chúa là các quốc gia ở Bán đảo Iberia, khi họ sử dụng Infante cho các Vương tử cùng Vương tôn. Từ này có gốc từ "Infant" mang nghĩa đứa con từ ngôn ngữ La Mã, được cho là ảnh hưởng từ cách gọi tại triều đình Pháp.
Kể từ khi nhà Hannover quy định triệt để, thì dần nhiều quốc gia Châu Âu bên cạnh tước hiệu cũng quy định kính xưng cho con cháu của mình. Và với sự phổ biến toàn cầu của tiếng Anh thì 「"Prince"」 cũng dần thành một đặc xưng chung khi nói đến "Con trai của Vua", điều này cũng ảnh hưởng qua cách dịch tài liệu tiếng Anh khi nghiên cứu các nền văn hóa khác trên thế giới. Sau thời kỳ Hannover, các con trai cùng cháu nội của Quốc chủ triều đình Anh đều có tiền tố "Prince" trước tên Thánh của mình, như Prince William, Thân vương xứ Wales - cháu nội của Nữ vương Elizabeth II. Sau đó vì quy định 「"Hậu duệ của con trai cả của Thân vương xứ Wales có thể duy trì tôn tước Prince"」, mà con trai của Prince William là George cũng thụ hưởng kính xưng này, trong khi con trai của Prince Harry (em trai Prince William) thì lại không. Trường hợp của Prince William, nếu dịch theo chuẩn thì phải là 「Vương tử William」. Tuy nhiên vì cách dịch rập khuôn và sai lầm về kính xưng "Prince" ở Việt Nam mà Prince William vẫn hay bị dịch thành ["Hoàng tử William"] - một cách dịch vừa không đúng ý nghĩa gốc mà còn sai về vai vế trong ngôn ngữ Hán Việt. Cách sử dụng chính xác là để nguyên kính xưng "Prince", tương tự "Infante" của Tây Ban Nha - cũng là kính xưng cho con cháu trực hệ Quốc chủ mà không tính vai vế.
Ở những chế độ theo Chính thống giáo phương Đông như Bulgary, Serbia cùng Đế quốc Nga, họ sử dụng ngữ tộc Slav và có kính xưng đặc thù là「Царе́вич; Tsarevich」, nghĩa rằng "Sa Hoàng chi tử", chỉ chung tất cả những người con trai của những vị Vua xưng danh hiệu Tsar. Vì danh hiệu "Tsar" tương ứng với tước hiệu Hoàng đế, những con trai của Tsar đều có thể dịch thành Hoàng tử. Dưới "Tsar" là các vị Vua trị vì những thành quốc tự xưng danh hiệu Kniaz, con của họ được gọi là 「князевич; Knyazhich」, tức Vương tử. Kể từ sau Đạo luật Pauline, ngoại trừ người kế vị là Tsesarevich, các người con còn của Hoàng đế của Đế quốc Nga được đổi thành kính xưng 「Великий князь; Velikiy Kniaz」. Danh hiệu này được dịch theo đúng là "Grand Prince" (Đại vương), vốn chỉ các Lĩnh chủ Đại vương trong liên bang Rus' Kiev, nhưng khi qua văn bản tiếng Anh dùng để gọi các Hoàng tử Nga thì luôn bị chuyển thành 「Grand Duke」 - một tôn tước thường được dịch ra thành "Đại Công tước". Kính xưng "Grand Duke" này của Hoàng gia Nga cũng tương tự như "Prince" cùng "Infanta", khi nó không chỉ được truyền cho các con trai, con gái (con gái gọi Grand Duchess), mà còn là cháu nội trực hệ của Sa Hoàng. Từ nguyên của kính xưng này, giống như "Prince" cùng "Infanta", không bị biến đổi từ theo vai vế của người nhận, những Hoàng tôn của Sa Hoàng vẫn được gọi là "Grand Duke" như các Hoàng tử trong hoàng gia. Tương tự với kính xưng này là 「Đại vương công Áo; Erzherzog」 của nhà Habsburg.
Có một điều thú vị là cả ba kính xưng "Prince", "Grand Duke" cùng "Đại vương công Áo" cũng có một hình thái khác là tước hiệu truyền thừa của một lãnh thổ độc lập. Khi họ có một quốc gia độc lập được gọi là Principality - Grand duchy - Archduchy, lúc này cả ba tước hiệu nên được dịch theo hệ thống tước hiệu độc lập mà không phải kính xưng, ví dụ án theo hệ thống Đông Á thì có thể là "Thân vương", "Đại Công tước" hoặc "Đại vương công" kèm tên lãnh địa. Một số ví dụ cụ thể:
- Charles III của Liên hiệp Anh, khi Nữ vương Elizabeth chưa lên ngôi thì ông được gọi đầy đủ là ["His Royal Highness Prince Charles of Edinburgh"] (dù là cháu ngoại của Vua George VI nhưng thông qua Sắc lệnh Vương thất, ông và em gái Anne được hưởng tước Prince và Princess) nên là "Prince Charles" kèm tên tước của cha (xứ Edinburgh), nhưng khi trở thành Thân vương xứ Wales, là tước hiệu trị vì của Thân vương quốc Wales (Principality of Wales) thì ông được gọi chính thức thành 「His Royal Highness The Prince of Wales」.
- Karl V của Thánh chế La Mã, ông thừa hưởng Đại công quốc Áo (Archduchy of Austria) từ ông nội mình là Hoàng đế Maximilian. Sau khi trở thành Hoàng đế của Thánh chế La Mã, Karl được biết đến là 「Karl, by the grace of God, Emperor of the Romans, forever August, King of Germany, King of Italy... Đại vương công Áo...」.
- Ernst Ludwig, Đại Công tước xứ Hessen, cháu ngoại của Victoria của Anh, ông kế thừa Đại công quốc Hessen (Grand Duchy of Hesse). Quốc gia hiện hành Luxembourg cũng là một Đại công quốc, do Henri của Luxembourg trị vì.

Tất cả Vương tử Vương tôn các nước như Anh, Tây Ban Nha, Bồ Đào Nha và Pháp, khi đến tuổi trưởng thành đều thụ phong tước hiệu riêng, lĩnh chủ của một phần đất trong Vương quốc hoặc một nước độc lập bên ngoài, đại đa số đều là Công tước. Điều này vẫn duy trì kể cả khi nhà Hanover tại nước Anh áp dụng kính xưng "Prince" cho các thành viên thế hệ đầu. Một số phần lãnh địa thậm chí là quy định ngầm cho địa vị của người được phong, ví dụ hai tước phong "Công tước xứ York" cùng "Công tước xứ Cornwall" tại nước Anh chỉ sau vị trí Trữ quân của ngai vàng là "Thân vương xứ Wales"; tương đương với đó thì tại Scotland là tước phong "Công tước xứ Albany" chỉ sau tước hiệu Trữ quân là "Công tước xứ Rothesay"; tại Pháp thì "Công tước xứ Orléans" chỉ sau Le Dauphin,... Tất cả tước hiệu này cũng như tước hiệu quý tộc khác, đều có tính chất truyền thừa vĩnh viễn, ở Châu Âu không có chính sách giáng tước như Đông Á. Những người giữ tước hiệu không có hậu duệ, thì triều đình sẽ đoạt lại quyền lợi, cho đến khi thế hệ sau lại tuyên bố phong tước cho người khác.
Tuy nhiên, khi áp dụng "Grand Duke" cùng "Đại vương công Áo", các triều đại Hoàng triều của Nga và Áo lại rất ít khi phong tước hiệu quý tộc cho họ, đây là bởi vì những kính xưng này đã đủ để đảm bảo địa vị của họ vượt trội hơn các quý tộc khác, đều là "Công tước" cấp cao. Thay vào đó, các Hoàng tử Nga và Áo nắm giữ những chức vụ quân sự thực tế.

### Trung Đông

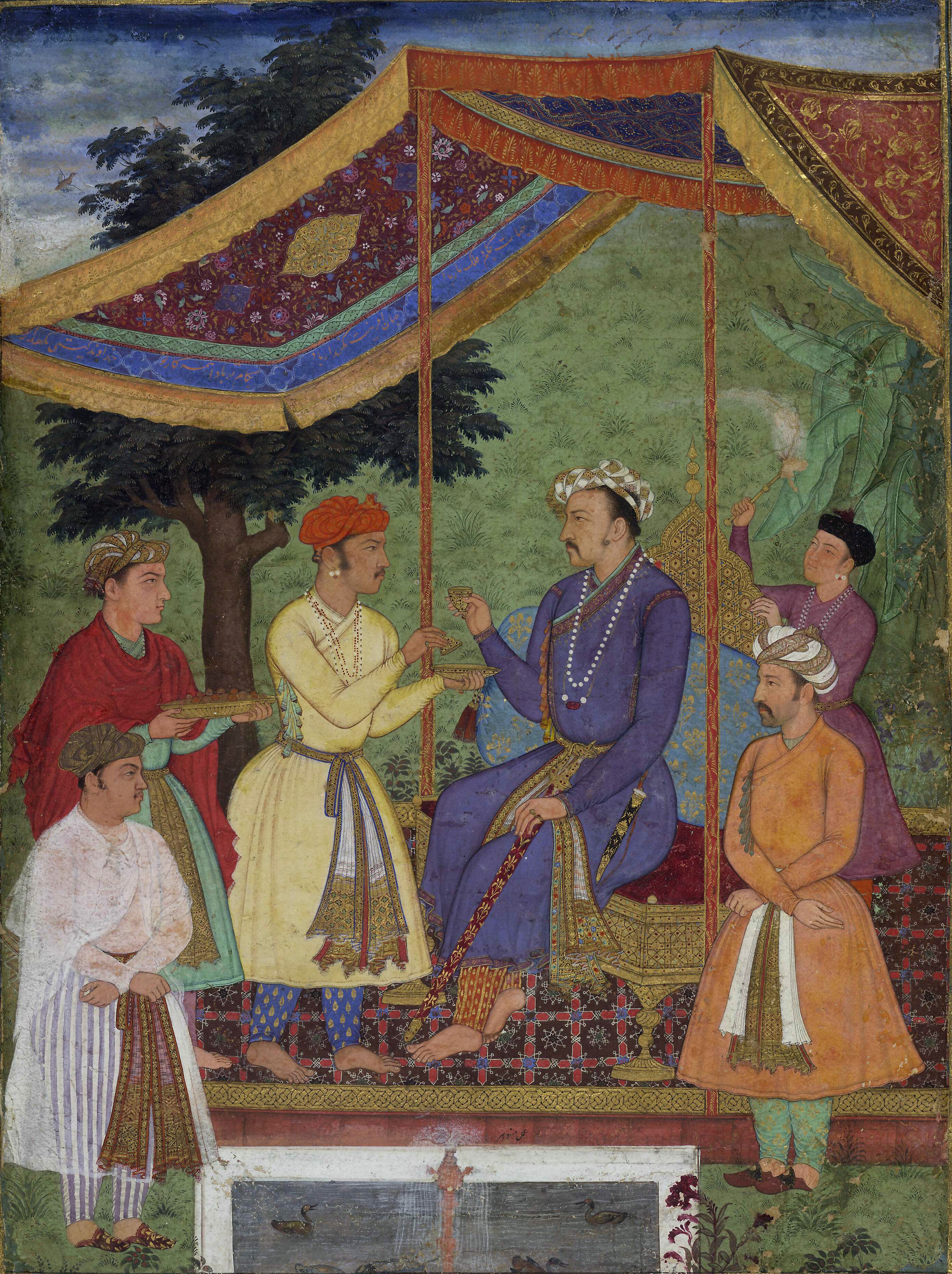
Hoàng đế Jahangir nhận triều cống từ hai con trai.

Vùng đất Trung Đông chủ yếu bị ảnh hưởng hệ thống tước hiệu có gốc từ Ba Tư hoặc Ả Rập. Thời kỳ đầu, dưới sự ảnh hưởng của Đế chế Assyria cùng Văn minh cổ Babylon, ngoài những tước hiệu tương ứng Vương là Shah, thì còn có dạng Shahanshah hoặc šar kiššatim - khi dịch ra tiếng Anh là "King of Kings" và "King of the World", ứng với "Vương của các Vương" trong văn phong Đông Á. Về ý nghĩa thì dạng tước hiệu này chưa đạt đến Hoàng đế, nhưng lại cao hơn tước Vương hay thậm chí là Đại vương thông thường, cho nên con trai họ được dịch thành Hoàng tử hoặc Vương tử đều được. Cũng từ danh hiệu "Shah", họ còn tạo ra danh từ 「Šāhzādeh; شاهزاده」- mang nghĩa chung là "Hậu duệ của các vị Shah", với 「-zada」 là thành tố mang nghĩa con trai hoặc nam duệ. Từ đó, những vị Vua do ảnh hưởng văn hóa Ba Tư mà sử dụng danh hiệu "Shah", thì "Šāhzādeh" trở thành danh từ chỉ hậu duệ nam của họ. Điều này vẫn tiếp tục duy trì cả khi Ba Tư đã bị Hồi giáo hóa.
Bên cạnh đó, tại lục địa Ấn Độ khi chưa bị ảnhh ưởng bởi Ả Rập và Ba Tư cũng có nền văn hóa nền văn hóa bản địa riêng. Khi sự ảnh hưởng của Hồi giáo còn chưa mạnh, khắp Ấn Độ được trị vì bởi các vị Vua mang tước hiệu 「Raja; राजन्」 hoặc 「Rana; राणा」, và nhóm người này được gọi bằng danh xưng 「Rajput; राजपूताः」. Về ý nghĩa trên mặt chữ, "Rajput" có nghĩa là 「"Con trai của Raja"」, nhưng khi sử dụng thì nó lại là bao quát toàn bộ những sắc dân, nhóm quân sự hoặc đoàn thể chính trị tại bản địa khắp Ấn Độ đối kháng với văn hóa Hồi giáo từ Ả Rập cùng Ba Tư. Trong hệ thống tước hiệu bản ngữ Ấn Độ, các vị "Raja" và "Rana" tương ứng với Vương, nên con cháu của họ đều là Vương tử Vương tôn, là 「Raajakumaar; राजकुमार」. Tính chất của "Rajput" thiên về liên bang quân sự, nên hình ảnh của họ giống như là Lĩnh tướng của các thành quốc. Trong quá trình Hồi giáo xâm nhập Ấn Độ, các "Rajput" có vai trò quan trọng đối kháng, về sau khi Hoàng triều Mughal được thiết lập thì các vị Hoàng đế luôn cưới những công chúa, con gái của Rajput về trong hậu cung, và những công chúa này vẫn được giữ tôn giáo gốc mà không bị đổi theo Hồi giáo.
Thời kỳ Hồi giáo phát triển ở Trung Đông như Đế quốc Ottoman, cùng Đế quốc Mughal ở Nam Á, ngoại trừ tước hiệu Sultan thì các vị Vua của họ đều xưng danh hiệu cao quý Padishah - tương ứng với tước hiệu "Hoàng đế" của khối Đông Á hoặc "Emperor" của Châu Âu, nên con trai của họ có thể đều dịch thành Hoàng tử. Các vị Hoàng tử Hoàng tôn của triều đình Ottoman thời kỳ đầu không có danh xưng chung, chỉ có hậu tố 「Çelebi; چلبى」 mang nghĩa "Đức ông" ở đằng sau tên thật. Kể từ thế kỉ 16 trở đi, Hoàng tử cùng Hoàng tôn của Ottoman đều được gọi chung là 「Şehzade; شهزاده」 và được đặt đứng trước tên thật của Hoàng tử Hoàng tôn ấy, từ này có liên hệ với từ "Šāhzādeh" của Ba Tư. Cả hai từ này đều là kính xưng phổ biến chuyên dành cho con trai và cháu nội của Quốc chủ Ottoman cùng Mughal, và cũng không bị biến từ theo vai vế tương tự "Prince" của Châu Âu. Tương đối khác biẹt với Ottoman, tên của Hoàng tử Hoàng tôn triều đình Mughal lại không đem kính xưng này đặt ở trong tên gọi, để biểu thị người của hoàng gia thì ngoài tên riêng cùng biệt hiệu, còn có thành tố 「"Mirza"; میرزا」- một từ được chuyển từ chữ Ba Tư 「Amīrzādeh」 có nghĩa là "Đứa con của Vua", đây là một sự kết hợp giữa hậu tố gốc Ba Tư là "-zadeh" nhằm ám chỉ con cháu và "Amir" là một tước hiệu có nguồn gốc Ả Rập. Các quốc gia khối văn hóa Ả Rập tự nhận kế thừa Nhà tiên tri Muhammad đều được gọi là các vùng 「Caliphate」, tức "Vùng đất của Caliph", trong đó "Caliph" là danh xưng của người kế tục Muhammad, người lãnh đạo của tôn giáo và chính trị trong cộng đồng Hồi giáo. Những hậu duệ của họ từ khi sinh ra liền được dùng kính xưng 「Sheikh; شيخ」, có nghĩa là "Người tôn quý, người đứng đầu". Cũng như "Prince", những người mang danh xưng "Sheikh" cũng có thể là Vua chúa cai trị những lãnh thổ độc lập, không nhất thiết chỉ là hậu duệ Vua chúa. Triều đại nhà Abbas có đóng góp lớn cho thời kỳ hoàng kim của Hồi giáo, họ dùng danh xưng 「Emir; أمير」, cũng gọi là "Amir", cho các Hoàng tử. Về ý nghĩa, từ Emir tương ứng "Đại lĩnh chủ" và còn được dùng như một bậc cấp cao trong hàng Đại tướng quân sự. Và cũng lại như trường hợp của "Prince" và "Sheikh", tước hiệu "Emir" này không chỉ là kính xưng mặt định cho các thành viên Hoàng thất hoặc Vương thất, mà còn là tước xưng độc lập của các vị Vua chúa, như Hoàng đế Thiếp Mộc Nhi của Đế quốc Timur; hoặc các Tiểu vương cát cứ tại Iran đều tự xưng tước hiệu này. Lúc này các Tiểu vương Iran dùng kính xưng "Sheikh" cho con cháu của họ, mà Hoàng đế Thiếp Mộc Nhi dùng "Mirza" cho các Hoàng tử của mình.
Vì tình hình chính trị, các Hoàng đế Hồi giáo có chung tư duy 「"Chư hầu làm phiên dậu bao quanh che chắn Quốc chủ"」, có chủ trương ngoại trừ Trữ quân chắc chắn sẽ kế vị, thì các Hoàng tử Vương tử khác đều sẽ đến trấn thủ thành trì. Đây cơ bản là truyền thống xem trọng dũng tướng, có binh quyền và công danh trên chiến trường của nền văn hóa Trung Đông. Sau khi qua 6 tuổi, các Hoàng tử của triều đình Mughal bắt đầu lĩnh Tư binh lãnh địa được gọi là [Mansab; منصبداری], sau đó họ sẽ đến trị vì các thành quốc quân sự khắp Đế quốc được gọi là [Subah; صوبه]. Khi nhậm chức, họ được gọi là các 「Subahdar; صُوبہ دار」. Chế độ Ottoman cũng tương tự như vậy, các Hoàng tử đều đến nhậm chức Trị sự của thành phố được chỉ định khắp quốc gia được gọi là 「Sanjak; سنجاق」. Những quốc gia này coi trọng thực lực, do đó con của họ nếu đủ tài trí thì sẽ tiếp tục nối dõi cha mình, hoặc cũng có thể được phái đi nơi khác. Cũng giống như các quốc gia khác tại khu vực Trung Đông, Hoàng tử Tông thân của các triều đại Ả Rập cũng có tình trạng chia nhiệm vụ làm Trị sự cho các lãnh địa hoặc thành quốc, như em trai của Caliph Harun al-Rashid là Ubaydallah ibn al-Mahdi nhậm chức Trị sự của Ai Cập và Arminiya; con trai của Thiếp Mộc Nhi là Mễ Lan Sa (米蘭沙; Miran Shah) làm Phó vương trị sự của Ba Tư. Những vị Hoàng tử Vương tử này tại từng cứ điểm của họ đều có binh quyền, do vậy trong nhiều trài đại Mughal lẫn Ottoman và các triều đại Hồi giáo khác, chiến tranh giành ngôi vị liên tục xảy ra dù rất nhiều vị Vua chúa đã định rõ ngôi Trữ quân. Những thế lực ấy nếu không phải là anh em của Trữ quân, thì cũng là anh em của bản thân vị Vua ấy, ví dụ rõ nhất là Thời kỳ vô chính phủ Ottoman xảy ra sau cái chết của Sultan Bayezid I, tất cả con trai của vị Sultan này đều tự xưng Sultan và chiến tranh với nhau để giành ngai vị. Từ thời kỳ Sultan Murad III, đã có một luật lệ là khi vị Hoàng tử được chọn lên ngôi Sultan, thì buộc phải giết tất cả những anh em khác của mình để bảo toàn ngai vị, truyền thống này do con trai ông là Sultan Mehmed III duy trì khi ra tay giết tất cả 19 người em trai khác. Con trai của Sultan Mehmed III là Sultan Ahmed I không làm theo, và dẫn đến tình trạng tranh chấp ngôi vị đan xen giữa em trai ông, Sultan Mustafa I và hai người con trai của ông là Sultan Osman II và Sultan Murad IV. Sau khi lên ngôi, Murad IV nối tiếp truyền thống của ông nội khi giết toàn bộ 4 người em trai còn sống khác của ông. Tình trạng anh em chú bác tranh giành ngai vị của nhau xảy ra rất thường xuyên ở thế giới quân chủ Hồi giáo, khiến các quốc gia này thường có chủ trương nghi kị và giết chết bất kỳ nam giới hoàng gia nào có nguy cơ lên ngôi, cũng dẫn đến tình trạng thiếu hụt Tông thất Vương công - trái ngược với triều đại Đông Á.
Cho dù có chế độ phái các Hoàng tử trấn giữ, nhưng về hiệu quả cũng không thật sự hữu hiệu vì không thể áp chế hoàn toàn thế lực của các xứ sở bản địa. Bên cạnh đó vì vấn đề tranh giành ngai vị, rất ít Hoàng tử được giữ vị trí lâu dài, hoặc là dễ bị thay đổi, hoặc là bị vị Vua chúa trị vì giết chết. Do vậy, họ chọn giải pháp cho các vị Thủ lĩnh khác họ tiến hành tự trị, phong chức tước thành "Phiên vương" và giữ quan hệ triều cống cho Hoàng đế trung ương. Đây được gọi là các Phiên vương quốc. Tình trạng này diễn ra ở Ấn Độ lục địa rất phổ biến, các Phiên vương được gọi là 「Nawab; نواب」, địa vị ở trên tước "Raja" khi xưa và chỉ dưới các Hoàng đế. Khi được ban quyền tự trị, họ có trách nhiệm tự quản khu vực của mình nhưng vẫn giữ ràng buộc với chính quyền Hoàng đế trung ương, điều này vẫn tiếp diễn đến tận thời kỳ Raj thuộc Anh. Mối quan hệ giữa các Nawab với các Hoàng đế Ấn Độ được miêu tả tiên tự các vị Quốc chủ Saxony với Hoàng đế của Thánh chế La Mã, hoặc Tam phiên với các Hoàng đế Ái Tân Giác La thời kỳ đầu nhà Thanh. Con trai của họ tức Vương tử, thường được gọi theo bản ngữ là "Nawabzada" nếu là con trai trưởng, và "Sahibzada" nếu là con trai thứ; vào thời Raj thuộc Anh thì họ hay kèm theo danh xưng 「"Khan Bahadur"; ख़ान बहादुर」, có nghĩa "Vị lãnh đạo dũng cảm".

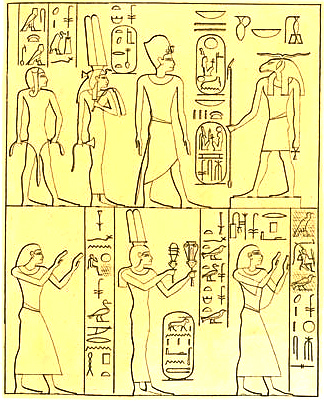
Bia đá khắc hình Vương tử Khaemwaset (trên-trái) cùng người con trai cả, Vương tôn Ramesses (dưới-phải).

Ở Châu Phi, ngoại trừ các quốc gia đã bị Hồi giáo hóa như Ai Cập thời Mamluk, thì những quốc gia khác đều có đặc tính riêng dựa vào ngôn ngữ của họ. Thời kỳ Ai Cập cổ đại trước Hồi giáo cũng xuất hiện nhiều danh xưng đặc thù cho các con trai của các Pharaoh. Bởi vì thời kỳ Ai Cập cổ đại được dịch ở ngôn ngữ phương Tây ra đều là "Kingdom", tương ứng nói đến các Pharaoh đều là "Vương" (King) mà không phải "Hoàng đế" (Emperor), cho nên khi dịch các con trai của Pharaoh thì đều là Vương tử.
Các vị Vương tử Ai Cập cổ đại, các tài liệu tiếng Anh gọi là 「The King's son; s3-niswt」, thường đảm nhiệm nhiều chức vụ quân sự như Phó vương các vùng lãnh địa nội thuộc (ví dụ Vương quốc Kush), hoặc là Tư tế ở các Điện thần thờ các vị thần, về cơ bản đồng nhất tư duy chung ở nhiều nền quân sự Trung Đông khi chú trọng để các Hoàng tử Vương tử thực thi trách nhiệm trong bộ máy chính quyền. Đặc biệt ở Ai Cập cổ đại có 「"Fan-bearer on the Right Side of the King"」 - một chức vụ cực kỳ thân cận với Pharaoh, cũng có thể do Thái tử hoặc Vương tử đảm nhiệm. Con trai của các Vương tử cũng có trách nhiệm tương đương với cha mình, thậm chí còn có hiện tượng thừa kế vị hiệu "The King's son" như trường hợp người con trai cả tên Ramesses của Vương tử Khaemwaset - con trai thứ 4 của Pharaoh Ramesses II của vương triều thứ 19.
Các vị Vua của Đế quốc Ethiopia xưng hiệu tương ứng "Hoàng đế", do đó con trai họ khi dịch ra đều là Hoàng tử. Hoàng gia Ethiopia có danh xưng 「Abetohun; አቤቶሁን 」 cùng với 「Le'ul; ልዑል」 cho các Hoàng tử, trong khi "Abetohun" được sử dụng từ xa xưa, còn "Le'ul" lại được sử dụng từ thời kỳ Nữ hoàng Zewditu. Thông thường, các vị Hoàng tử Ethiopia có trách nhiệm tạo nhánh nhỏ cho dòng dõi hoàng gia (tương tự Tiểu tông của Đông Á), do vậy họ sẽ nhậm chức vụ Trị sự của một phần lãnh thổ của Đế quốc với tước hiệu 「"Ras"; ራስ」 - tương ứng với Thân vương của Đông Á. Bởi vì các "Ras" cũng có thể là tước phong cho các quý tộc không xuất thân hoàng gia, nên các Hoàng tử Ras sẽ được gọi là 「Le'ul Ras; ልዑል ራስ」. Những người thừa kế của họ, tức Vương thế tử khi dịch qua văn phong Đông Á, sẽ được gọi là 「Le'ul Dejazmach; ልዑል ደጅ አዝማች」 - trong đó "Dejazmach" là một chức vụ tương ứng Đại tư mã hoặc Đại tướng quân, một vị trí cũng có thể phong cho quý tộc.
Dòng dõi vương triều Madagascar, bất kể là Quốc vương hay Vương tử hay quý tộc, họ đều dùng tiên tố 「"Andriana"」 trước tên của mình. Những quốc gia khác, hoặc là đã bị ảnh hưởng từ Hồi giáo hoặc Cơ Đốc giáo, hoặc là ít có tư liệu tiếp cận, hoặc là đã bị "Anh hóa" trong thời kỳ Thuộc địa nên những đặc điểm khác biệt cũng không còn hiện hữu. Các tài liệu tiếng Anh đại đa số dùng "King" để mô tả địa vị của các vị Vua cùng "Prince" để chỉ con trai của họ, do đó "Vương tử" là cách gọi chung khi dịch sang văn phong Đông Á.

### Đông Nam Á
Tại những Vương quốc ở Đông Dương như Thái Lan và Miến Điện, hoặc nhóm 「Nền văn hóa Mã Lai; Dunia Melayu」 với Malaysia và Indonesia làm chủ đạo, do có hai luồn ảnh hưởng văn hóa từ cả Ấn Độ lẫn Hồi giáo, thêm vào cả ảnh hưởng từ Phật giáo, do vậy danh xưng dòng dõi Vua chúa của những quốc gia này cũng bị ảnh hưởng từ những luồn văn hóa lớn ấy. Đây được gọi là nền văn hóa Đông Ấn trong khối Đại Ấn Độ.
Những quốc gia này tuy từng có thời kỳ chinh phạt và thành lập Đế chế, như Đế chế Toungoo của Myanmar, nhưng về cơ bản các vị Vua tối cao của họ chỉ tự xưng tước Vương, dù có chư hầu triều cống thì các vị Vua chư hầu vẫn được giữ tước vị ngang bằng với vị Vua lớn. Điều này phần lớn là do ảnh hưởng của Hệ thống Mandala từ thuở ban sơ. Những quốc gia này tuy ảnh hưởng Hồi giáo, nhưng Phật giáo cùng Ấn Độ cũng trực tiếp ảnh hưởng lên văn hóa của họ, do đó danh xưng của Vua chúa lẫn con cháu đều tương tự khối Trung Đông, nhìn chung các vị Vua lãnh tụ đều xưng tước hiệu Sultan của Hồi giáo hoặc Raja của Ấn Độ.
Về bản chất, tước hiệu "Sultan" ở phạm trù trên tước Vương thông thường nhưng vẫn dưới Hoàng đế, sở dĩ các Sultan của Đế chế Ottoman có thể thành "Hoàng đế" là vì họ còn tự xưng danh hiệu Padishah, trong khi các vị Sultan ở khối Mã Lai vẫn đơn thuần là Sultan. Tước hiệu "Raja" ở Ấn Độ mang nghĩa ứng với Quốc vương, nhưng khi được truyền qua vùng này thì thường được nâng lên thành tôn hiệu 「"Maharaja"; महाराजा; มหาราชา」 - có nghĩa là "Đại Raja", tương ứng "Đại vương", nếu chiếu ra xa hơn thì rất gần với tước hiệu Hoàng đế, những vị Vua của Srivijaya, Majapahit cùng Thái Lan đều từng xưng tước hiệu này. Vương quốc Champa ở miền Trung của Việt Nam, vào trước thời kỳ Lê Thánh Tông sát phạt thì người lãnh đạo cao nhất từng có danh hiệu theo kiểu Ấn Độ là 「"Raja-di-raja"; राजाओं का राजा」 - mang nghĩa "Raja của các Raja", cao hơn Maharaja một bậc và rất gần với hai tước hiệu tối cao của Ấn Độ tương ứng với Hoàng đế cùng Emperor, là 「"Chakravarti"; छत्रपति」 cùng 「"Samraat"; सम्राट्」. Ngoài ra, các tước hiệu cho Vua ở khối quốc gia này có hiện tượng sử dụng phong cách Ấn Độ và Hồi giáo trộn lẫn, như các vị Vua của Vương quốc Pattani có hiện tượng dùng "Raja" trong tôn hiệu; còn Vương quốc Malacca dùng "Shah" của Ba Tư ở tôn hiệu của các vị Vua trong khi lại dùng "Raja" trong tên của các Vương tử. Khi dịch qua văn bản tiếng Anh, con trai và gia đình của các vị Vua này đều được gọi là "Prince", ứng với Vương tử hơn là Hoàng tử. Về cơ bản, địa vị của các Vương tử tại các quốc gia này đều dựa vào địa vị của người mẹ, mà nền văn hóa của khối quốc gia này lại có chủ trương nhiều Vợ và nhiều Thiếp tỳ, trong đó các người Vợ lại có hơn kém nhau.
Vương thất Thái Lan tuy cũng mang nét ảnh hưởng từ Ấn Độ, nhưng có văn hóa bản địa mạnh. Quy định thân phận của Vương tử tại vương thất Thái Lan về cơ bản dựa vào xuất thân của người mẹ, nhưng trên hết các con của Quốc vương - tính cả trai lẫn gái - đều được gọi là 「Luk Luang; ลูก หลวง」, mà cháu nội là 「Laan Luang; หลาน หลวง」. Luận về thân phận của người mẹ, các con của Quốc vương lại chia ra hai bậc: "Chao Fa" (เจ้าฟ้า) dành cho con của các bà Vợ (tức các Vương hậu cùng Vương phi của thứ bậc cao), và kế đến là hàng "Phra Ong Chao" (พระองค์เจ้า) là cho con của những Thiếp tỳ. Điểm đặc biệt là Vương tử cùng Công chúa đều dùng chung một loại này, không có chia bằng giới tính, trừ tên riêng của từng người. Các con cháu Vương tôn của Quốc vương cũng hưởng theo hai bậc trên, còn có thêm bậc "Mom Chao" (หม่อมเจ้า) nếu Vương tôn có mẹ là thường dân không được công nhận. Ở Thái Lan, cũng như Miến Điện, có truyền thống lập Trữ quân với tư cách như "Phó vương" - tức Tiền cung chủ (Front Palace) hoặc Uparaja - vì thế Vương thất tại quốc gia này cũng quy định con cháu của Phó vương. Nhìn chung con cháu của Phó vương đều san sẻ ba đẳng như con cháu Quốc vương, riêng "Mom Chao" là dùng chung cho cháu của Phó vương, còn "Chao Fa" là những người cháu đã đảm nhiệm chức vụ.
Chế độ tước hiệu cho thành viên vương thất Thái Lan sẽ lấy 「Krom; กรม」 làm cơ bản. Trong tiếng Thái, "Krom" có nghĩa là văn phòng, dinh thự, là cơ sở gồm người hầu và đất phong phục vụ riêng cho người giữ tước hiệu, tương đương với khái niệm 「Household」 của tiếng Anh cùng 「Phủ đệ」 của văn hóa Trung Hoa. Sau cuộc Cách mạng Xiêm 1932, chế độ quân chủ chuyên chế tại Thái Lan bị phá vỡ, "Krom" đã không còn thực quyền mà chỉ thuần túy là tước hiệu vinh dự. Thành tố tạo nên tước hiệu của thành viên vương thất là tiền tố 「Bandasak; บรรดาศักดิ์」 - có nghĩa "Tước vị", cùng 「Rachatinnanam; ราชทินนาม」 - có nghĩa là "Tên được đức Vua trao tặng". Trong đó, Bandasak là hệ thống 5 tước hiệu tạm gọi là [Ngũ đẳng vị giai] luôn đi trước phong hiệu, còn Rachatinnanam là phong hiệu do Quốc vương ban cho, thường là hậu tố sau cùng trong chuỗi tên hiệu chính thức của người ấy. Danh sách 5 bậc tước hiệu Bandasak, gồm:
- Somdej Krom Phraya (สมเด็จกรมพระยา) hoặc Somdet Phra (สมเด็จพระ);
- Krom Phra (กรมพระ);
- Kromma Luang (กรมหลวง);
- Kromma Khun (กรมขุน);
- Kromma Muen (กรมหมื่น);

Trong đó, các "Chao Fa" bắt đầu từ 「Kromma Khun」, các "Phra Ong Chao" bắt đầu từ 「Kromma Muen」. Còn bậc 「Somdej Krom Phraya」 thường là cho các Vương mẫu Thái hậu, Vương mẫu Thái phi hoặc Phó vương; lại cũng có thể là có công lao lớn như Narisara Nuvadtivongs hoặc Damrong Rajanubhab. Sau thời Chulalongkorn, 5 tước hiệu trên cần kèm với tên một thành phố, nguyên bản hoặc đã được biến thể, do vậy trong tiếng Anh thì các Vương tử hay được ghi bằng phương thức 「"Prince" + tên thành phố」, như hai vị Vương tử "Narisara" cùng "Damrong" ở trước đều là huy hiệu tước, không phải tên vốn có.

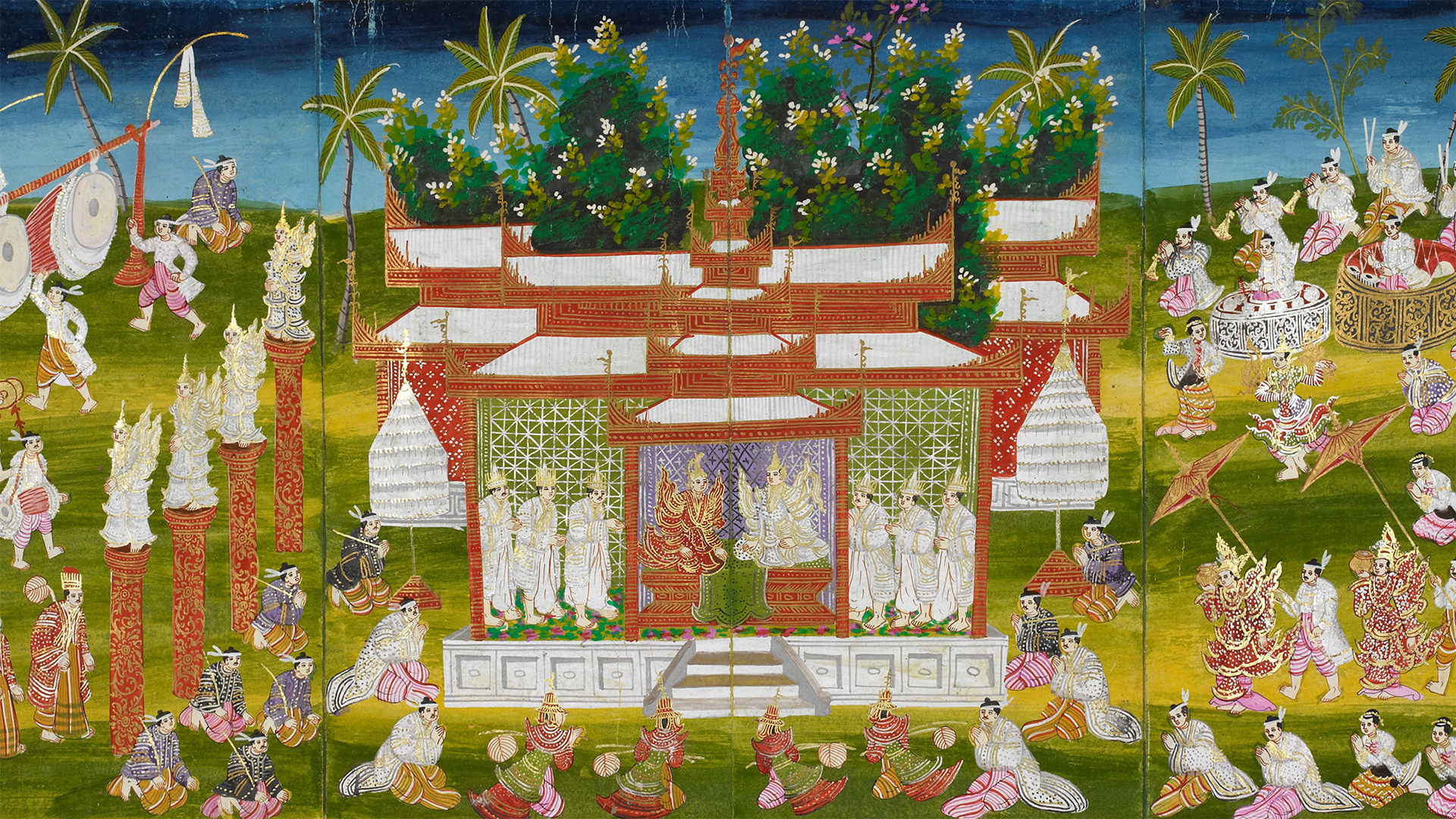
Một dịp đại lễ trong cung đình Miến Điện dưới triều Konbaung.

Các thành viên của Vương thất Thái Lan ngoại trừ dựa vào công tác trong bộ máy hành chính, còn có một lượng thu nhập riêng gọi là "Sakdina" (ศักดินา) - ý nghĩa tương tự thực ấp. Hiện tại do thời đại thay đổi, tuy lãnh nhiều chức vụ quân sự hành chính, nhưng việc quản hạt trị sự cát cứ đã không còn tồn tại. Tuy vậy, quan niệm để các Vương tử Tông thân được phái đi trấn giữ thành trì vốn đã phổ biến trong lịch sử, như thời kỳ Vương quốc Ayutthaya đã thiết lập loại hình này với các Thành quốc được gọi là 「"Muang Look Luang"; เมืองลูกหลวง」. Sau khi được phân phong đến thành thị được chỉ định, các Vương tử đều thề trung thành với Quốc vương ở kinh sư, nhưng vẫn giữ những đặc thù cai trị tại nơi mà mình lãnh nhiệm. Vì tình trạng không rõ ràng quyền thừa kế, Ayutthaya bị chiến tranh đoạt vị khi Quốc vương qua đời, mà những người tham gia đoạt vị đều là các Vương tử Trị sự. Từ thời kỳ Vương quốc Rattanakosin, bình yên được thiết lập, những Vương tử đảm nhiệm chức vụ trung ương ngày càng nhiều, mà những Vương tử nắm quyền Trị sự lại là con trai của Phi tần cấp thấp, không có khả năng kế vị. Vì cũng xem con gái mang dòng dõi Vua chúa, những người con rể của Quốc vương cũng được quyền Trị sự tương tự các Vương tử của triều đình, đến nỗi lớn mạnh mà lên ngôi như Maha Thammarachathirat.
Tại nền văn hóa Miến Điện cũ, địa vị của Vương tử cũng ảnh hưởng từ người mẹ tương tự Thái Lan, nhưng chế độ phân chia của Miến Điện lại có phần phức tạp hơn. Những bà vợ cả của Quốc vương, tức Quốc hậu (Nanya Mibaya; နန်းရ မိဖုရား) có đặc quyền trú cùng Quốc vương tại Cung điện Mandalay, trong khi hàng Cung hậu (Ahsaungya Mibaya; အဆောင်ရမိဖုရား), cùng với hàng dưới như Kim ốc hậu (Shweye Hsaungya Mibaya; ရွှေရေးဆောင်ရ မိဖုရား), Thành quốc hậu (Myosa Mibaya; မြို့စားမိဖုရား) cùng Vô đẳng hậu (Ywaza Mibaya; ရွာစား မိဖုရား) đều trú ở các phòng ốc khác. Mỗi bậc đều chia ra 2-3 cấp khác nhau nhỏ ra, trong đó Quốc hậu đứng đầu được xưng là "Nanmadaw Mibaya Hkaunggyi" (နန်းမတော် မိဖုရားခေါင်ကြီး), cũng gọi Chính hậu. Xếp dưới là các hạng Ngự thiếp được chia nhỏ ra nữa, đây bị xem là nô tỳ. Các vị Vương tử, ngoại trừ Trữ quân được xem như Phó vương có địa vị tuyệt đối, thì còn có:
- Đại vương tử (Minthagyi; မင်းသားကြီး), có tổng 18 người, khi tựu triều đứng trái-phải chia đều 9 người. Bên trong lại có 3 cấp:
  - Shwe Kodawgyi Awratha (ရွှေကိုယ်တော်ကြီး ဩရသ): dành cho con cả của Chính hậu trong bậc Quốc hậu.
  - Shwe Kodawgyi Razaputra (ရွှေကိုယ်တော်ကြီး ရာဇပုတြ): dành cho con thứ của Chính hậu trong bậc Quốc hậu.
  - Shwe Kodawgyi (ရွှေကိုယ်တော်ကြီး): dành cho những người con của những bà Hậu khác trong bậc Quốc hậu.
- Trung vương tử (Minthalat; မင်းသားလတ်), có tổng 18 người, xưng hiệu Kodawgyi (ကိုယ်တော်ကြီး). Địa vị dành cho những người con trai khác của bậc Hậu.
- Vương tử (Mintha; မင်းသား), dành cho các con trai của Ngự thiếp.

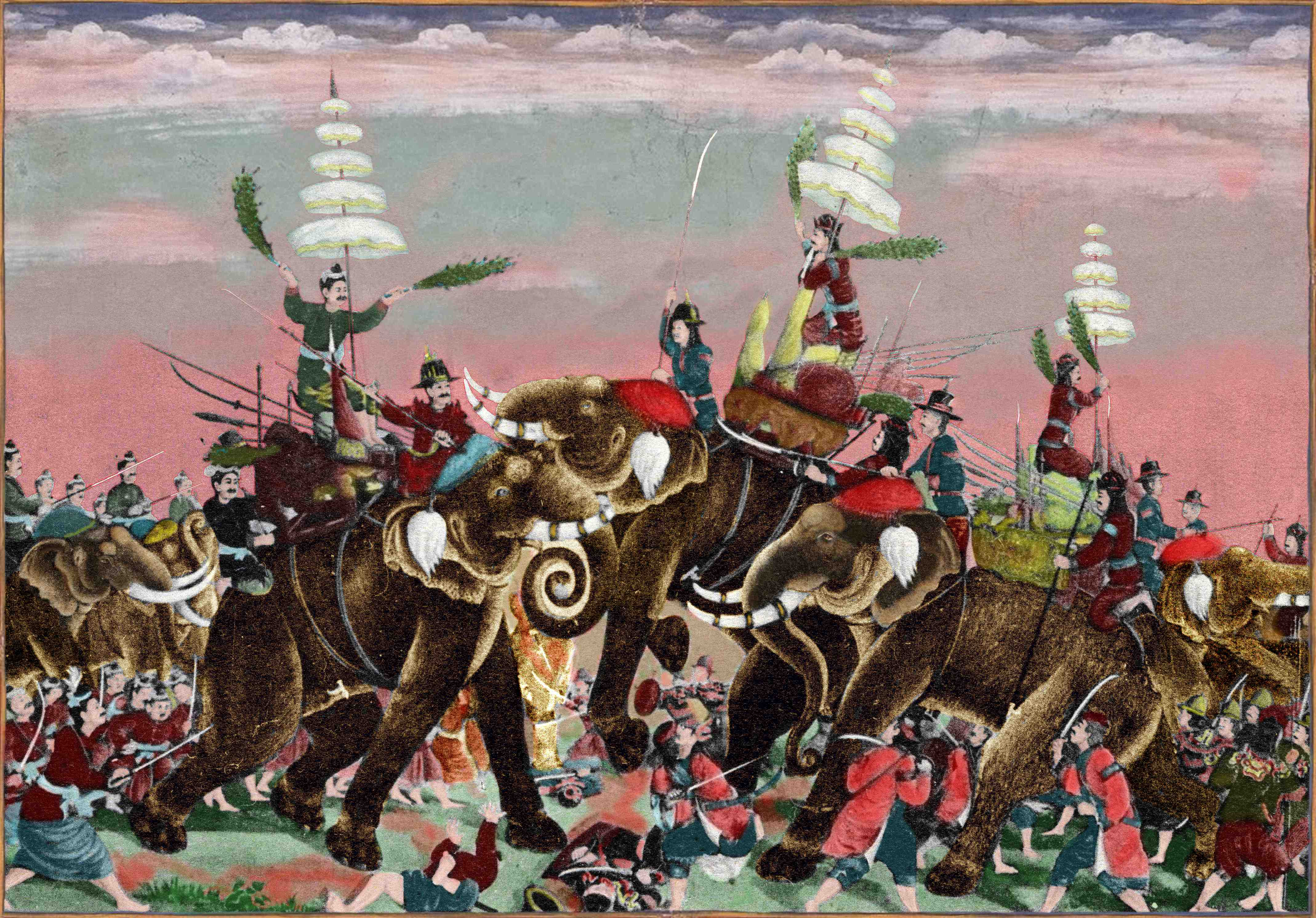
Đại chiến giữa Naresuan của Ayutthaya và Thái tử Miến Điện Mingyi Swa.

Những vị Vương tử sau khi trưởng thành sẽ có tước hiệu riêng, tổng cộng 12 tước hiệu, lại chia ra 3 đẳng hạng rõ rệt, thứ tự lớn nhỏ đều dựa vào số lượng âm tiết trong tước hiệu. Ba cấp độ của 12 tước hiệu:
- Dhammaraja (ဓမ္မရာဇာ): thường là hậu tố trong tước hiệu. Cao nhất 10 âm tiết, thấp nhất 6 âm tiết.
- Thado (သတိုး): thường là tiền tố trong tước hiệu. Cao nhất 8 âm tiết, thấp nhất 3 âm tiết.
- Minye (မင်းရဲ): thường là tiền tố trong tước hiệu. Cao nhất 7 âm tiết, thấp nhất 3 âm tiết.

Cũng như Thái Lan, các Vương tử của Miến Điện cũng thụ chức đến thành trì để cai trị. Trong thời kỳ Đế chế Toungoo, và sau đó là triều Konbaung, các thành thị Myo (မြို့) đều được chia ra cho các thành viên của Vương thât hoặc các lãnh đạo triều đình cao cấp, và họ được gọi là 「Myosa; မြို့စား」. Bên cạnh các Trị sự xuất thân từ Vương thất, các Vương quốc chư hầu có nhiệm vụ cống nộp, cùng Tiểu vương quốc được trị vì bởi Thủ lĩnh bản địa cũng còn tồn tại song song. Các vị Vua của Vương quốc chư hầu có cùng danh xưng "Quốc vương" như Quốc chủ Miến Điện, thậm chí còn giữ lại biểu chương (Royal regalia) để thể hiện sự bán độc lập; trong khi đó các Tiểu vương quốc lại tương ứng với hệ thống (Princely states), các vị Vua cai trị mang tước xưng 「Sawbwa; ၸဝ်ႈၾႃႉ」, ứng với khái niệm "Phiên vương" của Đông Á.
Ở các quốc gia khác ngoài Thái Lan và Miến Điện như khối Mã Lai (Indonesia, Malaysia, Brunei cùng phía Nam Philippines), về cơ bản đều dùng tước hiệu Hồi giáo cùng Ấn Độ trộn lẫn, ngoại trừ Trữ quân sẽ kế vị thì những Vương tử khác đều có hiện tượng sử dụng chung danh xưng. Đặc biệt tại Malaysia còn phải có danh xưng phân biệt dùng cho Liên bang hoặc cho Bổn quốc, bởi vì hình thái Malaysia hiện tại là liên bang các Vương quốc Hồi giáo hợp thành. Nhìn chung tôn hiệu thành viên Vương thất ở Malaysia không phân nam nữ, với 「"Tun"; துன்」 là cao quý nhất, thời cổ đại dùng cho thành viên Vương thất và do nam duệ thừa kế, tương tự "Prince" ở Châu Âu, về sau đổi dùng với 「"Tengku"」, hay một số vùng phiên thành 「"Tunku"」, để dành cho hậu duệ nam lẫn nữ trực hệ của vương thất. Cá biệt có xứ Perak sử dụng 「"Raja"」. Đối với Vương thất Brunei, tất cả thành viên Vương thất không kể nam nữ, nếu đã kết hôn thì đều có tiền tố trước tên mình là 「"Pengiran"; பெங்கிரன்」- có ý nghĩa tương tự như tước hiệu "Tun" khi ám chỉ địa vị dòng dõi Vương thất, với "Pengiran Muda" cho Vương tử, "Pengiran Muda Mahkota" cho Trữ quân và "Pengiran Anak" dành cho cháu nội cả trai lẫn gái của Sultan. Ngoài ra còn có xưng hiệu 「"Sayyid"; سيد」 dành cho các thành viên Vương thất nhận là hậu duệ nam hệ của Nhà tiên tri Muhammad.

## Đích thứ và tư sinh
Tuy rằng các quốc gia Châu Âu chịu ảnh hưởng từ Cơ Đốc giáo mà chủ trương một vợ một chồng, nhưng tình trạng tình nhân của Vua chúa quý tộc vẫn xuất hiện. Rất nhiều Vua chúa có con riêng với tình nhân, nhưng pháp luật quy định tính hợp pháp của con cái đều dựa vào hôn nhân, vì vậy những người con này, 「"Tư sinh tử nữ"; 私生子女」, đều không có hưởng quyền lợi dòng dõi Vua chúa. Ví dụ Henry VIII của Anh cả đời được biết đến là cần người con trai nối dõi, và trước khi có "Con trai hợp pháp" duy nhất là Vương tử Edward thì ông đã có một con trai, Henry FitzRoy. Nhưng vì là con trai do tình nhân sinh ra, nên dù bản thân ông đã "công nhận" và ban tước hiệu quý tộc vượt quá tiền lệ, Henry FitzRoy vẫn không có quyền kế vị ngai vàng Anh. Dù cho Quốc vương Louis XIV của Pháp đã có hành động 「"Hợp pháp hóa"」 những người con của mình với Madame de Montespan, thì họ vẫn bị xếp sau những nhánh họ xa nhưng "hợp pháp" của nhà Bourbon. Như người con trai ông thích nhất do Montespan sinh ra là Louis Auguste, Công tước xứ Maine, người được nâng lên hàng Prince du sang và được dự trong nhàng thừa kế ngai vàng, thế nhưng vẫn xếp sau tất cả các nhánh họ xa nhưng hợp pháp khác.
Nam giới các khối Khổng giáo như các nước Đông Á cùng Hồi giáo hoặc Phật giáo như Đông Dương, tuy rằng đa số là hình thức "Một chồng một vợ", nhưng cũng có trường hợp chấp nhận "Nhiều vợ" (Bình thê hay Đa thê), bên cạnh đó họ cũng có "Nhiều thiếp", những hậu duệ về mặt sinh học của một nam giới trong các loại xã hội này đều được xem là con hợp pháp. Điều này đối với một Quân chủ càng tự do hơn, không cần biết là do Vợ cả, Vợ thứ hoặc Tỳ thiếp sinh ra, tất cả con trai đều được công nhận là Hoàng tử hoặc Vương tử, chỉ là địa vị của họ sẽ thường không đồng nhất. Ở các quốc gia Đông Dương cùng Mã Lai không có cụm danh từ chung nào để chỉ loại thân phận con của Vợ cùng Thiếp, còn tại Đông Á thì các con trai do người Vợ sinh ra, bao gồm Bình thê lẫn Đa thê, đều là 「Đích tử; 嫡子」; còn con trai do các loại Thiếp sinh ra là 「Thứ tử; 庶子」. Các vị Vua tại các quốc gia này cũng có thể có con với các tình phụ không rõ danh phận, thông thường thì sẽ đều công nhận và những người con này đều chỉ có thể là Thứ tử. Ví dụ Đường Thái Tông Lý Thế Dân có con với tình phụ là Sào Lạt vương phi Dương thị, chính là Hoàng thập tứ tử Tào vương Lý Minh, việc vẫn gọi Dương thị là "Sào Lạt vương phi" chính là vì bà là vợ của em trai ông, Sào Lạt vương Lý Nguyên Cát. Thời kỳ Ngũ Đại Thập Quốc chính quyền hỗn loạn, lại cũng có trường hợp con riêng của người vợ hoặc con nuôi khác họ được công nhận, thậm chí là có quyền thừa kế dù rất hiếm, Hậu Chu Thế Tông Sài Vinh cùng Hậu Đường Mạt Đế Lý Tùng Kha đều là trường hợp này. Ở những triều đại sùng Khổng giáo, điển hình là Triều Tiên hoặc triều Minh, Thứ tử luôn bị xếp sau Đích tử, thậm chí là Đích tôn. Chỉ khi không còn Đích tử, triều đình mới nhận Thứ tử nối dòng, lấy thứ tự lớn nhỏ bắt đầu, với Thứ tử lớn nhất là 「"Thứ Trưởng tử"; 庶長子」. Trường hợp ở Triều Tiên chính là hai anh em Cảnh Tông cùng Anh Tổ, mà triều Minh thì chính dựa vào Hoàng Minh tổ huấn truyền lại:「"Phàm là cung đình không có Hoàng tử, thì cứ người anh chết người em kế tục, mà 'người em' đó cần thiết là con của Đích mẫu sinh ra. Còn con trai do Thứ mẫu sinh ra, không phải người hàng lớn nhất thì không lập"」. Ngoài đó ra, các triều Hán và triều Tống cũng xem trọng Đích tử, triều Đường thì có một thời gian dài từ Đường Hiến Tông đến Đường Chiêu Tông không lập Hoàng hậu, mà Đường Huyền Tông Lý Long Cơ tuy là Thứ tử nhưng lên ngôi cũng là vì sự tự nguyện nhường vị hi hữu của người anh Đích xuất Lý Thành Khí. Sang thời nhà Thanh, vì ngay từ đời Thuận Trị đã là Thứ tử, cộng thêm chủ trương 「"Lập Trữ chọn người Hiền"」, việc cung đình chọn người thừa kế cũng không nhất thiết chỉ là Đích tử nữa.
Tại Trung Đông, các quốc gia Hồi giáo thường xuyên có "Đa thê", tức nhiều hơn 1 người Vợ chính thức, hơn nữa nam giới xuất thân hoàng thất đều có thân phận hợp pháp cho ngôi Vua, dù là con của người Phi tần xuất thân nô lệ hay là út chót trong tất cả người con thì vẫn có thể kế vị nếu được ủng hộ, cho nên căn bản không có sự rạch ròi thân phận giữa những người con trai trong thế giới Hồi giáo. Tất cả đều là tâm thế 「"Người kế vị hợp pháp"」 và điều đó dẫn đến tình trạng nội chiến liên tục. Còn tại các quốc gia Đông Dương và Mã Lai, địa vị của các Vương tử thông thường bị ràng buộc với xuất thân của người mẹ, cũng bị ràng buộc thứ tự trong gia đình tương tự nguyên lý ở Đông Á. Đây tuy là một chế độ lâu đời, nhưng tình trạng chính trị ở các quốc gia này vẫn luôn không ổn định nên thường xảy ra chiến loạn tranh vị giữa các Vương tử, không ít Vương tử xuất thân Phi thiếp chiến thắng mà lên ngôi như tình trạng dòng dõi Prasat Thong của Ayutthaya. Hơn nữa, vì các Vương nữ Công chúa ở các quốc gia này cũng có vai trò duy trì dòng dõi kế vị, nên chồng hoặc con của Vương nữ cũng tham gia tranh đoạt cùng các Vương tử, như Maha Thammarachathirat của Ayutthaya.

## Nhân vật đáng chú ý
Thế giới Khổng giáo

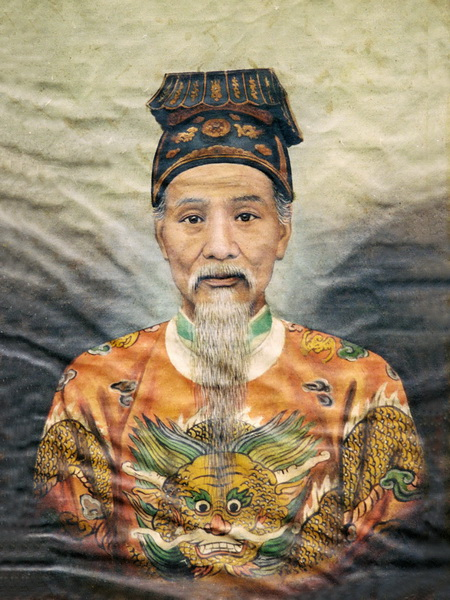
Tùng Thiện vương Miên Thẩm - con trai thứ 10 của Vua Minh Mạng
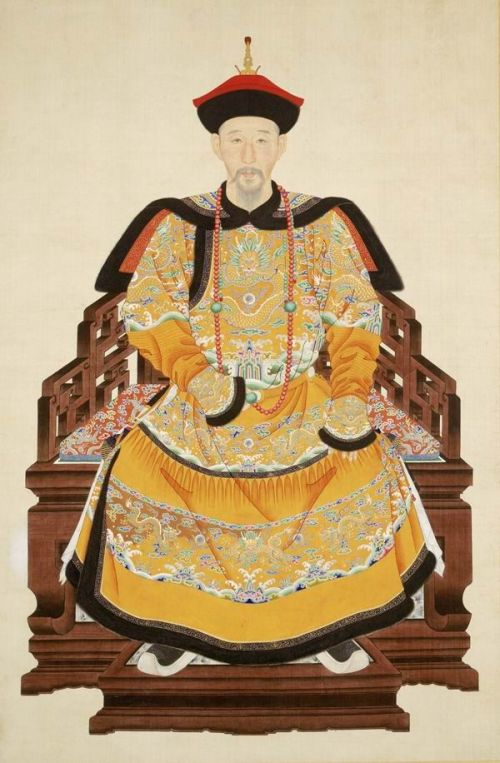
Di Hiền Thân vương Dận Tường - con trai thứ 13 của Thanh Thánh Tổ
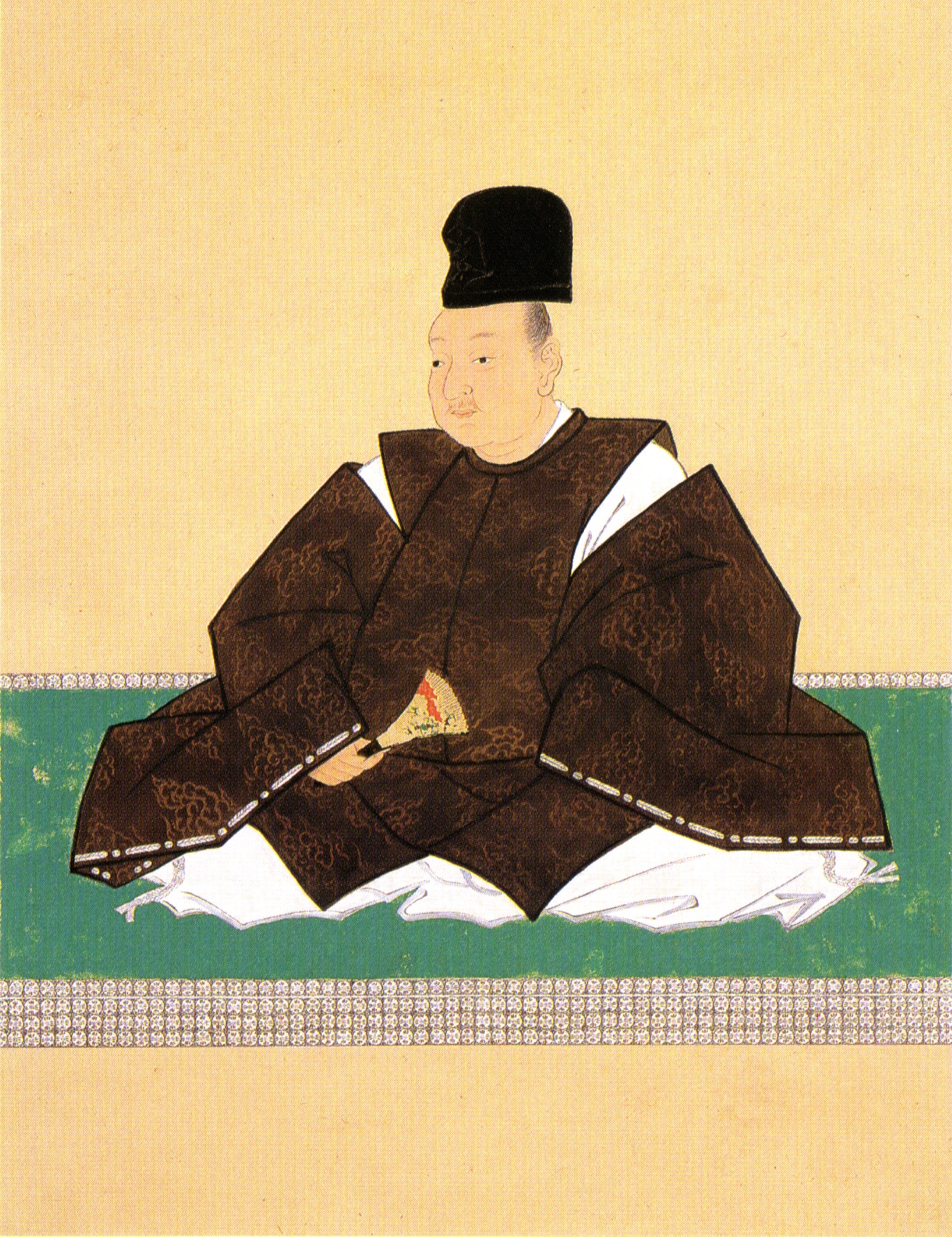
Bát Điều cung Trí Nhân Thân vương - đương chủ đầu của Quế cung, còn gọi Bát Điều cung
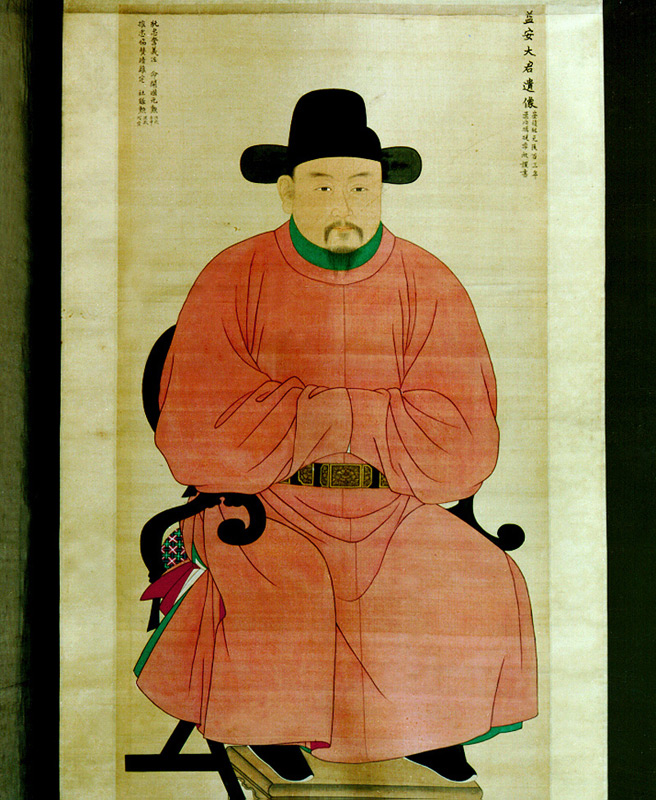
Ích An Đại quân Lý Phương Nghị - con trai thứ 3 của Triều Tiên Thái Tổ

Thế giới Cơ Đốc giáo

Đại vương công Áo Leopold Wilhelm, Erzstift Magdeburg - em trai của Hoàng đế Ferdinand III của Thánh chế La MãĐại vương công Áo Leopold Wilhelm, Erzstift Magdeburg - em trai của Hoàng đế Ferdinand III của Thánh chế La Mã
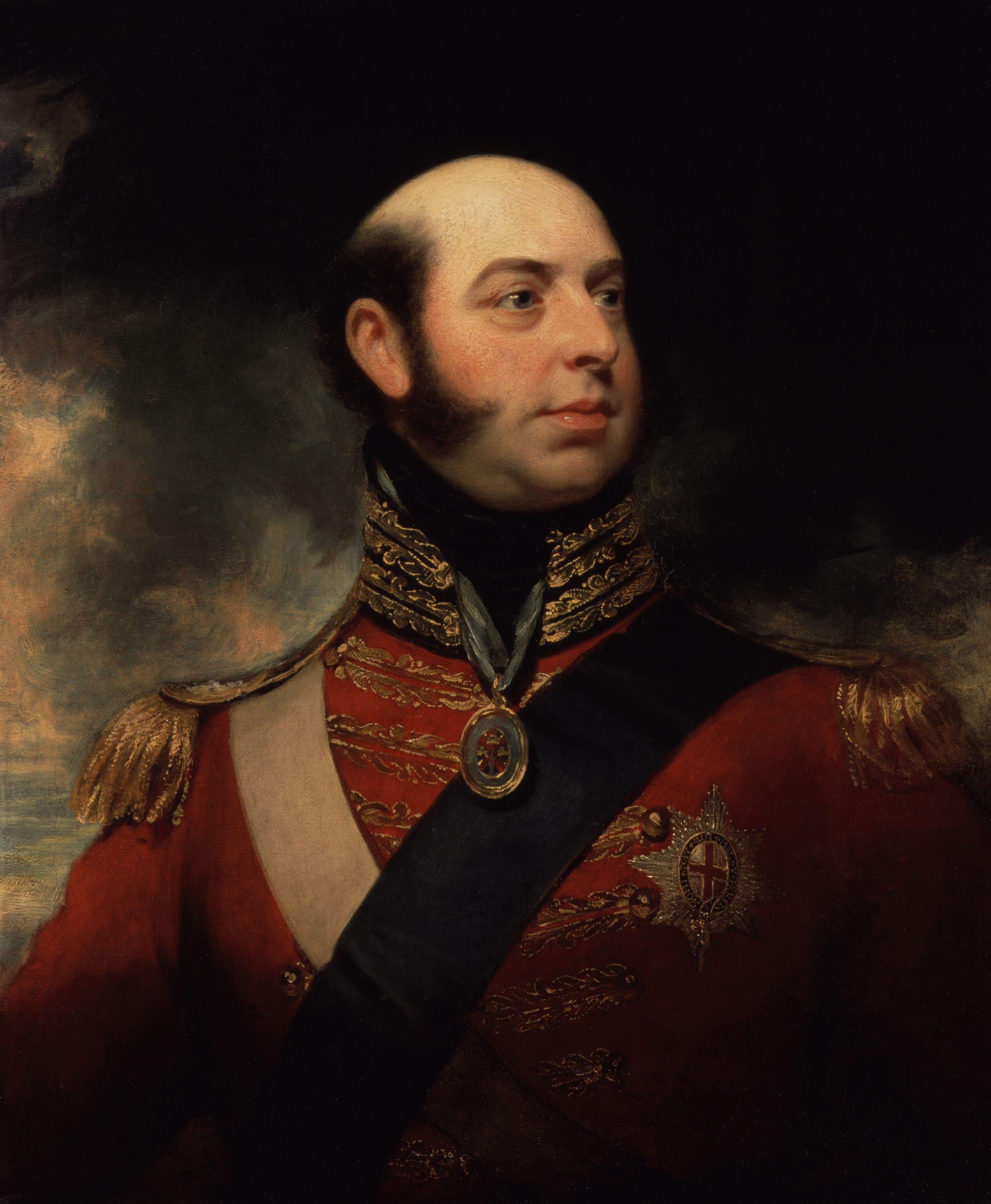
Prince Edward, The Duke of Kent - con trai thứ 4 của George III của Anh, cha ruột của Victoria của Anh
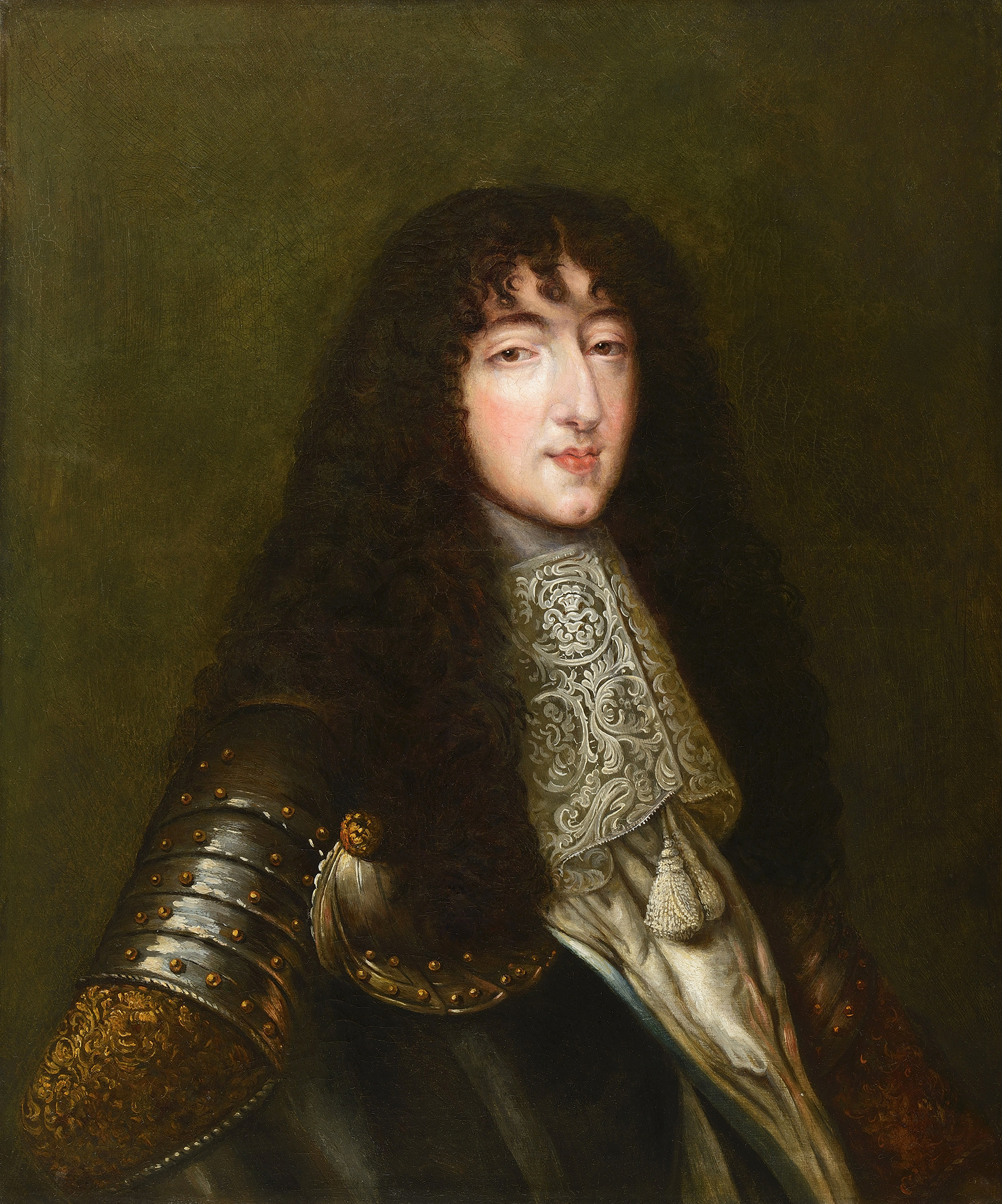
Philip I, Duc d'Orléans - em trai của Louis XIV của Pháp
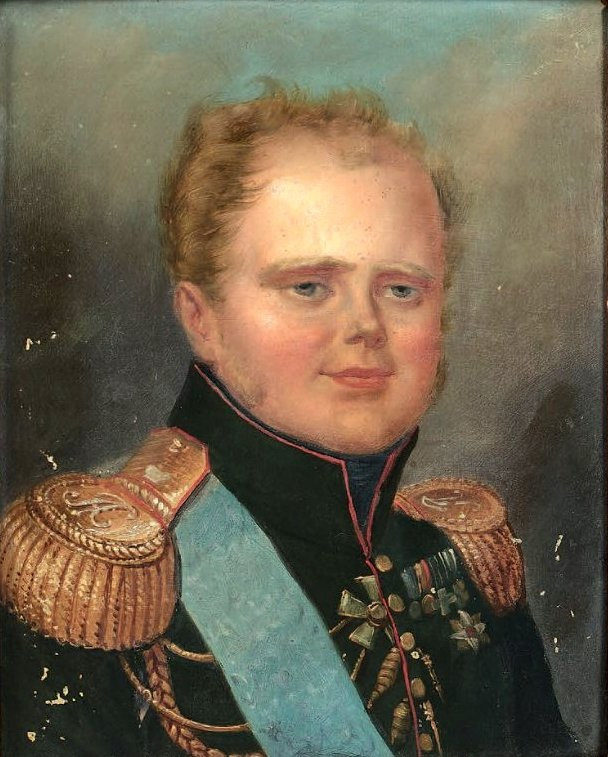
Grand Duke Konstantin Pavlovich, Pоссийский цесаревич - em trai của Hoàng đế Alexander I của Nga

Vùng văn hóa khác

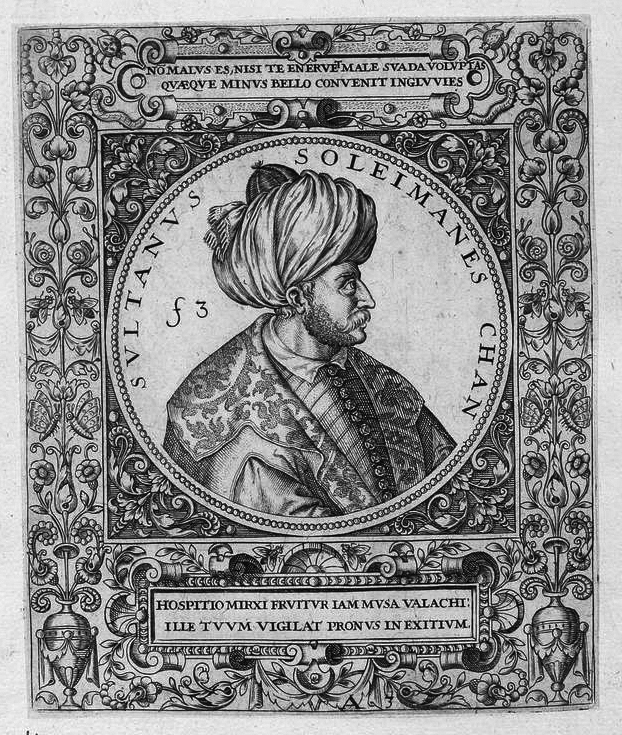
Süleyman Çelebi, Emîr Süleyman - Hoàng tử nhiếp chính của Đế quốc Ottoman, con trai của Bayezid I
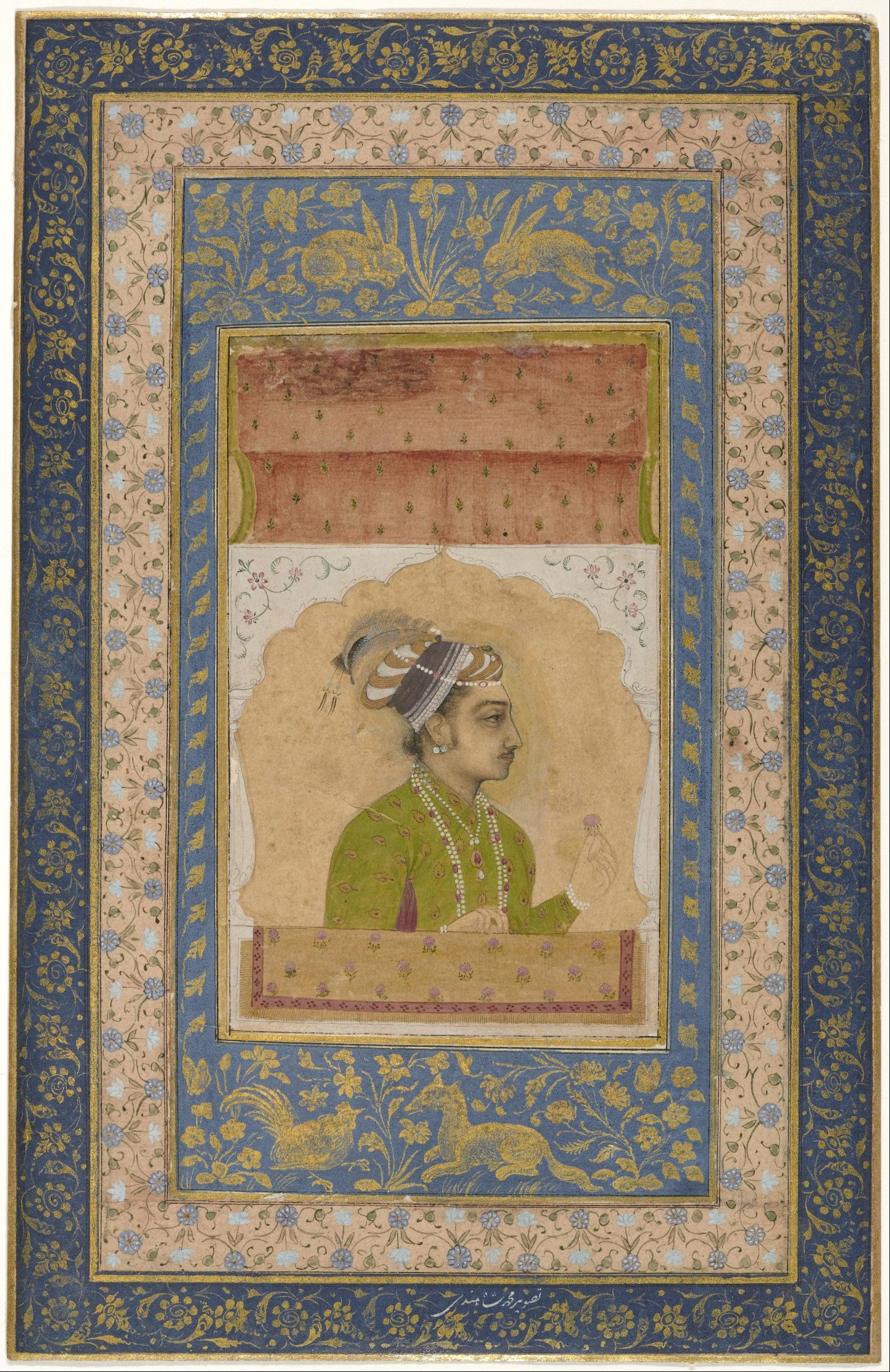
Dara Shikoh, Padshahzada-i-Buzurg Martaba - Hoàng tử của Đế quốc Mughal, con trai của Shah Jahan
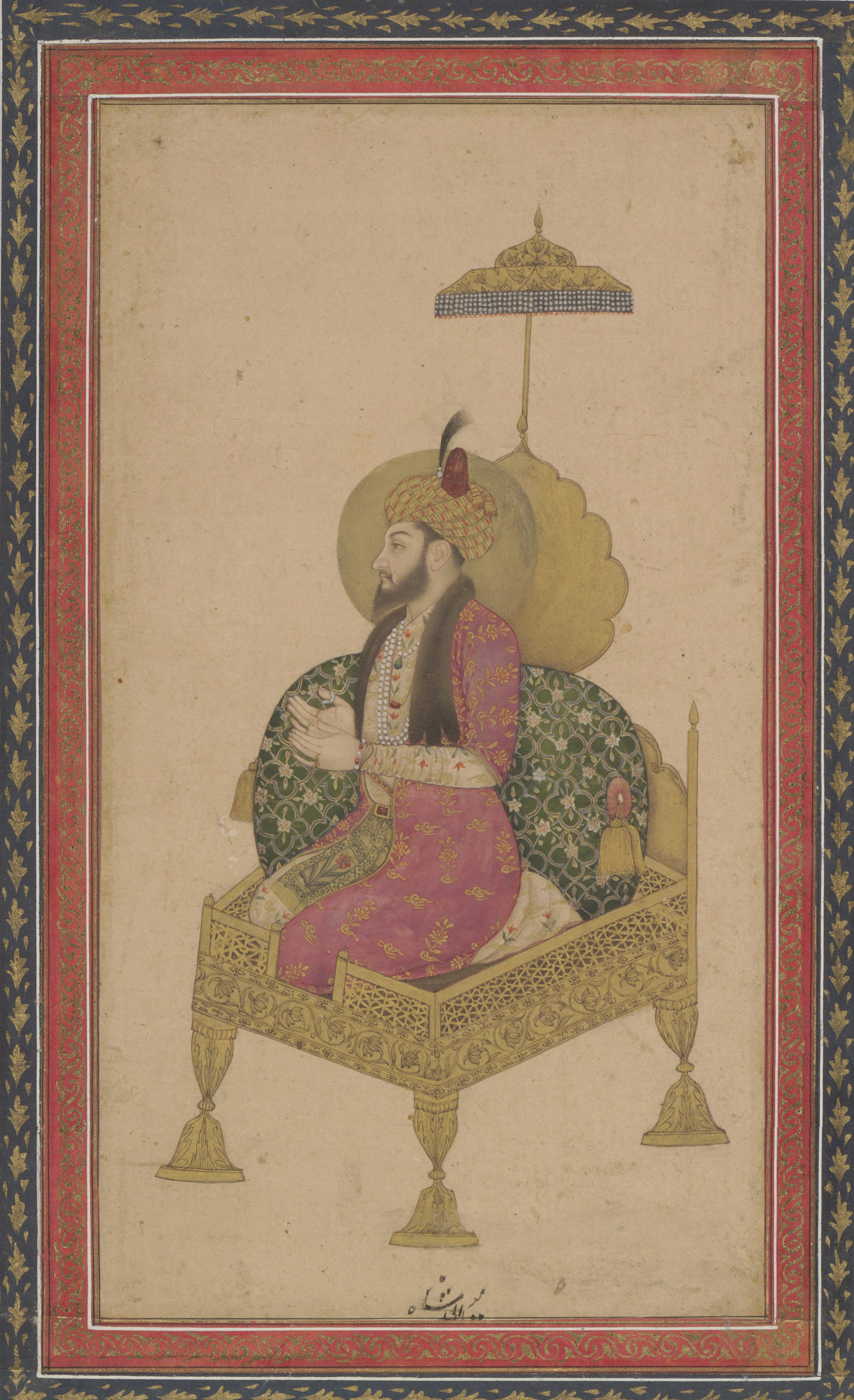
Miran Shah, ميران شاه بن تيمورلنك - con trai của Hoàng đế Thiếp Mộc Nhi của nhà Timur
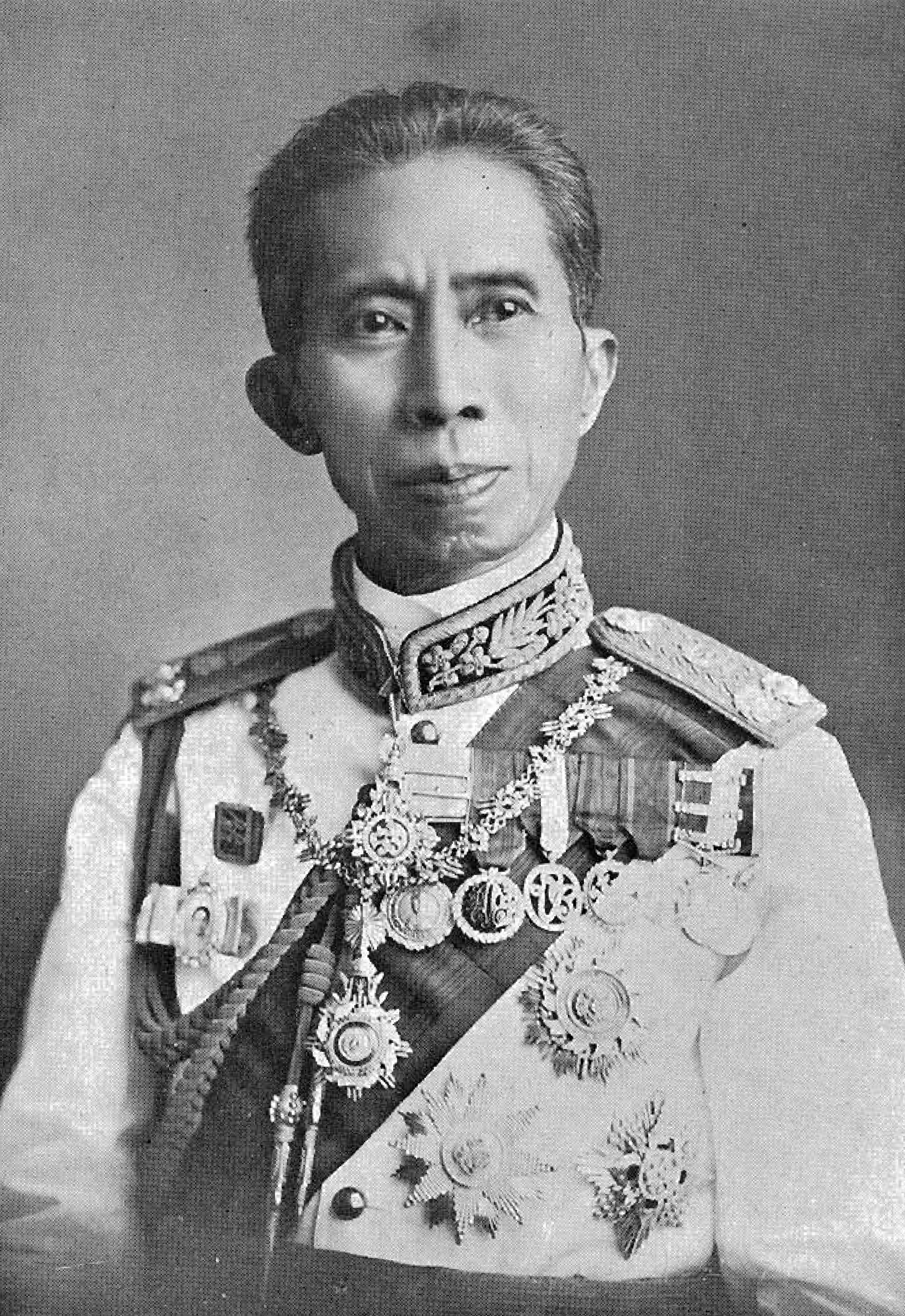
Chao Fa Chitcharoen, Narisara Nuvadtivongs - Vương tử nhiếp chính của Thái Lan, con trai của Quốc vương Rama IV
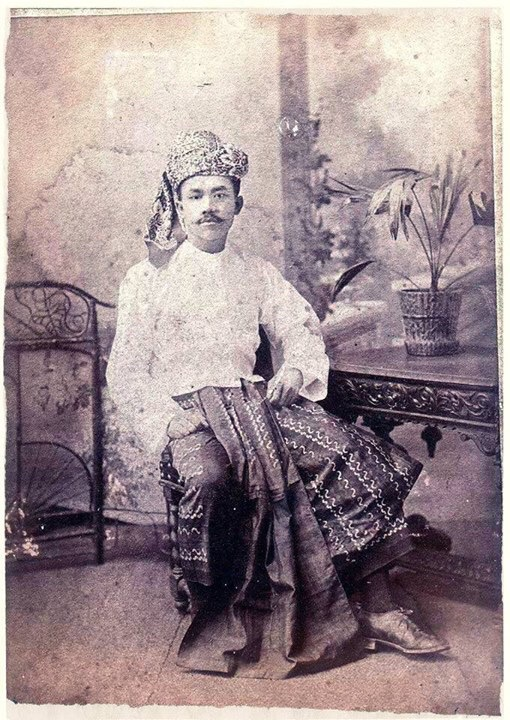
Vương tử không rõ tên, Pyaeemanarr Mainnsarr - con trai của Quốc vương Mindon Min
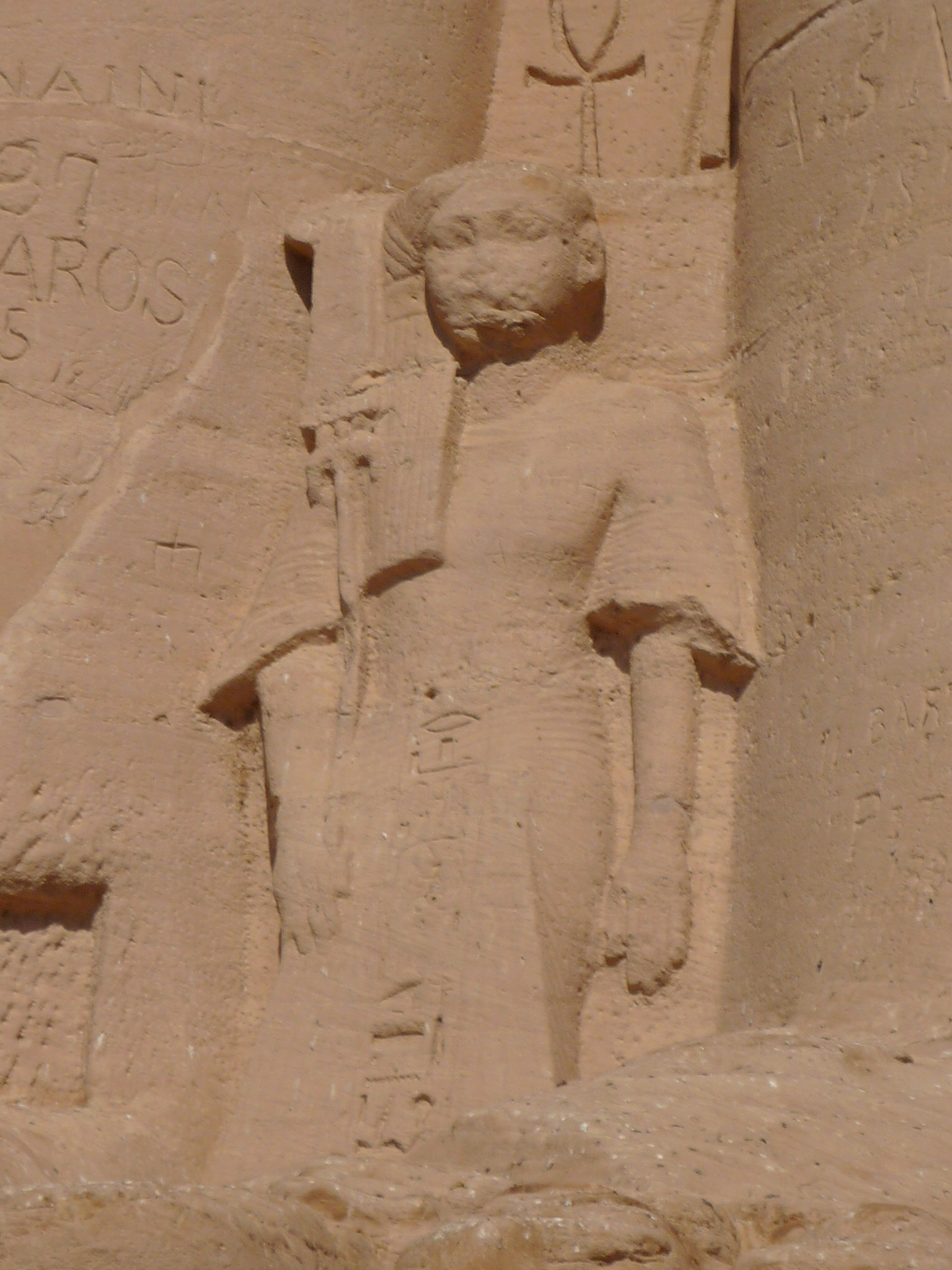
Amun-her-khepeshef, ṯa(.y)-ḫw ḥr wnmy n nsw - con trai cả của Pharaoh Ramesses II cùng Nefertari